# 푸조 508
푸조 508은 프랑스 자동차 회사 푸조가 생산, 판매하는 중형 세단 및 스테이션 왜건이다.

## 1세대 (W23; 2010년)

### 개요
508 세단은 4.79 m (189 in) 길며, 508 SW (스테이션 왜건)는 4.81 m (189 in) 길다. 푸조 407과 비교하여, 508은 전면 오버행이 짧고 후면 승객실이 더 길다.
몇몇 초기 유출된 스파이샷 이후, 첫 번째 결정적인 세부 정보와 이미지는 2010년 7월 12일 웹에 유출되었다. 푸조는 2010년 9월 6일 추가 정보를 공개했다. 508은 2010 파리 모터쇼에서 공식적으로 출시되었다. PSA 푸조 시트로엥은 둥펑 자동차와 협력하여 중국에서 508을 생산한다. 중국에서는 2011년 8월 10일에 출시되었다.
2011년 푸조는 중국이 프랑스의 거의 두 배에 달하는 가장 큰 시장이 될 것으로 예상된다고 보도되었다. 예측이 맞다면, 유럽에서 판매되는 어떤 모델이라도 프랑스 이외의 국가에서 더 많은 판매량을 기록하는 것은 이번이 처음일 것이다.
푸조 508은 2015년에 페이스리프트되어 푸조 사자 로고가 중앙에 있는 수직 그릴이 도입되었다. 차량의 전면이 재설계되었고 풀 LED 헤드라이트가 제공되었다. 새로운 엔진도 출시되었고, RXH에는 전륜 구동이 도입되었다. 푸조 508은 2011년 스페인 올해의 차 (2012년 수상), 넥스트 그린카, 2011년 베스트 대형 패밀리카 등 여러 국제 상을 수상했다. 인용문에서는 이 차가 "넓고 장비가 잘 갖춰져 있으며" "훌륭한 빌드 품질을 나타내고 동급 최고의 연비를 가지고 있다" (푸조 508 1.6 e HDi 109g CO2/km) 또는 아우토 차이퉁 베스트 수입 패밀리카 2011 (독자 투표)라고 언급했다.

### 기술적 특징
푸조는 유럽 시장을 위해 HDI 커먼 레일 디젤 엔진을 장착한 508을 출시했다. 1.6리터 HDI 112 엔진에는 전자 제어 자동 변속기를 포함하는 e HDI '마이크로 하이브리드' 시스템을 장착할 수 있으며, 이를 통해 연료 소비를 4.20 L/100 km; 56.0 mpg-US (67.2 mpg-imp)로 줄이고 CO2 배출량을 109g/km로 낮춘다.
이는 폭스바겐 파사트 블루모션과 비슷하지만, 508은 약간 더 큰 연료 탱크를 사용하여 1637km (1017마일)의 더 긴 주행 거리를 제공한다. 2011년부터 2012년까지 적어도 두 가지 e HDI 엔진이 제공되었다. 초기 엔진의 배출량은 114g/km였다. 나중 모델은 배출량을 109g/km로 줄였다. 개선의 주요 원인은 수정된 공기 흡입구이다.
508 라인업에는 PSA의 HYbrid4 디젤 전기 하이브리드 파워트레인도 포함되어 연료 소비를 3.80 L/100 km; 61.9 mpg-US (74.3 mpg-imp)로 더 낮추고 CO2 배출량은 99g/km를 기록했다.
최고급 GT 버전에는 201 bhp (150 kW; 204 PS)의 2.2리터 터보 디젤 엔진이 장착되어 458 N·m (338 lbf·ft)의 토크를 발생시킨다. 이 엔진은 오직 6단 토크 컨버터 자동 변속기와 결합되며, 패들 또는 중앙 셀렉터를 통해 수동 변속을 제공한다.

### 안전
최대 별 5개 등급 시스템에서 508은 2011년 유로 NCAP에서 별 5개 등급을 받았다.

### 508 RXH
2011 프랑크푸르트 모터쇼에서 푸조는 508의 하이브리드-전기 크로스오버 스테이션 왜건 고급형 모델을 공개했다. 다른 508 모델과 구별하기 위해 RXH는 넓은 휠 아치와 각 측면에 3열의 LED 주간 주행등이 있는 새로운 컬러 코드 그릴을 특징으로 한다.
하이브리드4 파워트레인은 120 kW (163hp) 2.0리터 HDi FAP 디젤 엔진과 27 kW (37hp) 전동기를 결합하여 연료 소비를 4.2 L/100 km로 낮춘다. 파워트레인은 4가지 작동 모드를 제공한다:
AUTO 모드에서는 차량이 최상의 연료 효율을 추구하며, 스로틀 반응이 느리고 자동화된 수동 변속기가 일찍 변속하며, 차량은 가능한 한 자주 ZEV 모드로 전환한다.
SPORT 모드는 시속 120km까지 150kW (200hp)의 복합 출력과 450Nm를 제공하며, 스로틀 반응이 매우 공격적이고 엔진은 변속 전에 4000RPM까지 회전한다.
4WD 모드는 HDi 엔진을 계속 작동시키고 고전압 배터리를 충전하여 시속 120km까지 지속적인 4WD를 제공한다.
ZEV 모드는 고전압 배터리가 최소 1/3 이상 충전되었을 때 사용할 수 있다. 이 모드에서는 차량이 후방 전기 모터만으로 움직이며 성능이 제한된다. ZEV 모드는 시속 약 60km까지의 속도에서 보통 가속으로 사용할 수 있으며, 완충 시 주행 거리는 약 2마일 (약 3km)이다. 이 모드에서는 에어컨 컴프레서가 자동으로 꺼진다. 운전자가 특정 지점 이상으로 가속 페달을 밟으면 HDi 엔진이 자동으로 재시동되어 더 나은 가속을 제공하고 차량은 AUTO 모드로 전환된다. 자동 시동-정지 기능은 엔진이 지속적으로 작동하는 4WD 모드를 제외한 모든 모드에서 사용할 수 있다. 이 경우 가역 교류 발전기가 배터리를 충전하고 지속적인 후방 구동을 제공할 수 있다.
엔진은 가능한 한 자동으로 꺼진다 (배터리가 완전히 충전되지 않았을 때 시속 85km까지 내리막길 주행 또는 시속 약 60km까지 평지 주행 시). 정지할 때는 시속 30km 이하에서 HDi 엔진이 꺼진다. 추가 동력이 필요하거나 배터리를 충전해야 하거나 에어컨 컴프레서가 작동해야 한다고 HYbrid4 제어 장치가 판단하면 언제든지 다시 시작할 수 있다.
배터리가 완전히 충전된 상태에서 차량이 내리막길을 주행할 때 엔진 브레이크를 추가로 제공하기 위해 엔진이 다시 시동되기도 한다. 이 모드에서는 연료가 사용되지 않지만, HDi 엔진이 회전하고 있으므로 ZERO EMISSION이 표시되지 않는다. 배터리는 42개의 4개 D-사이즈 산요 배터리 팩으로 구성되어 있다 (정격 201.6V, 사용 중 168V에서 250V). 배터리 팩 수명을 늘리기 위해 HCU (하이브리드 제어 장치)는 배터리를 용량의 90% 이상 충전하거나 30% 이하로 방전하지 않는다.
508 RXH HYbrid4는 또한 지상고가 184mm로 표준 508 SW 및 508 HYbrid4보다 30mm 더 높다.

RXH는 2012년 초에 출시되었다. 508 RXH는 풀 라인업이 출시되기 전에 단일 고사양 한정판 버전으로 출시되었다. 아우디 A4 올로드, 볼보 XC70, 파사트 올트랙 또는 심지어 BMW 3 시리즈 XDrive와 경쟁한다.

### 푸조 508 쿠페

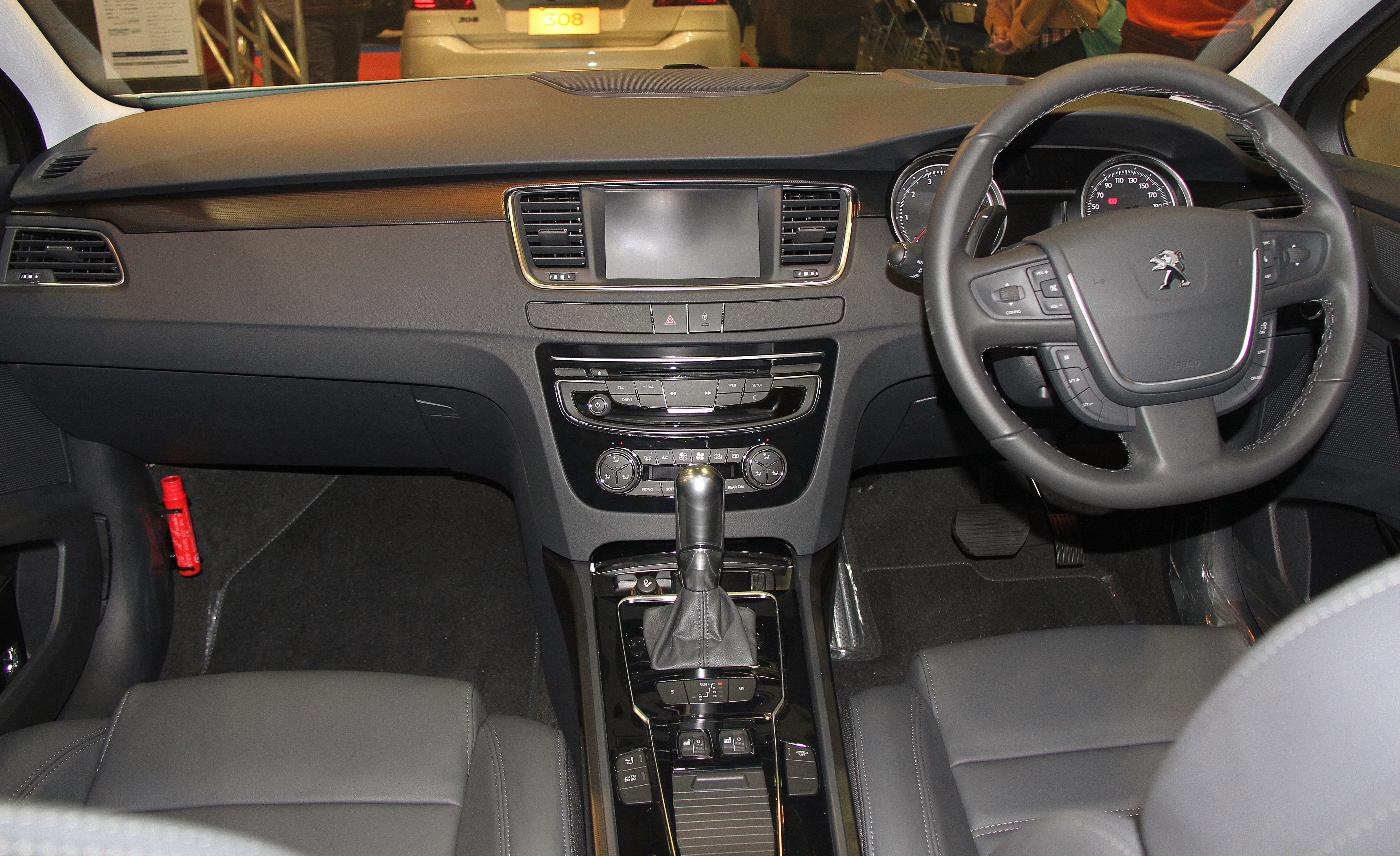
내부

미래 508 쿠페의 스타일을 미리 보여주는 '하이브리드 파워' 콘셉트 카인 푸조 SR1은 2010년 3월 제네바 모터쇼에서 공개되었다.
소식통에 따르면 푸조 SR1은 2012년에 판매될 예정이었다.

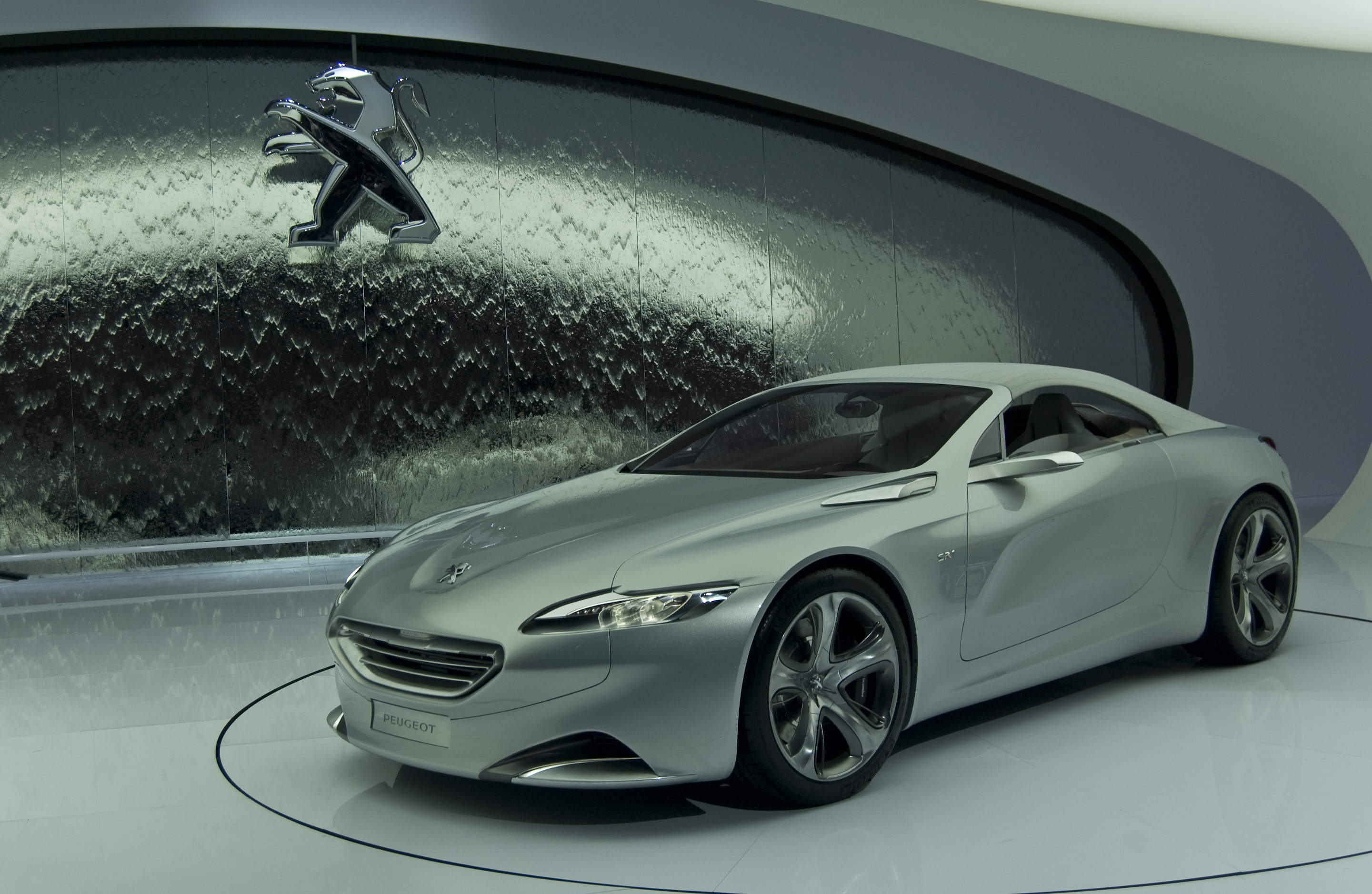
푸조 SR1 (콘셉트)
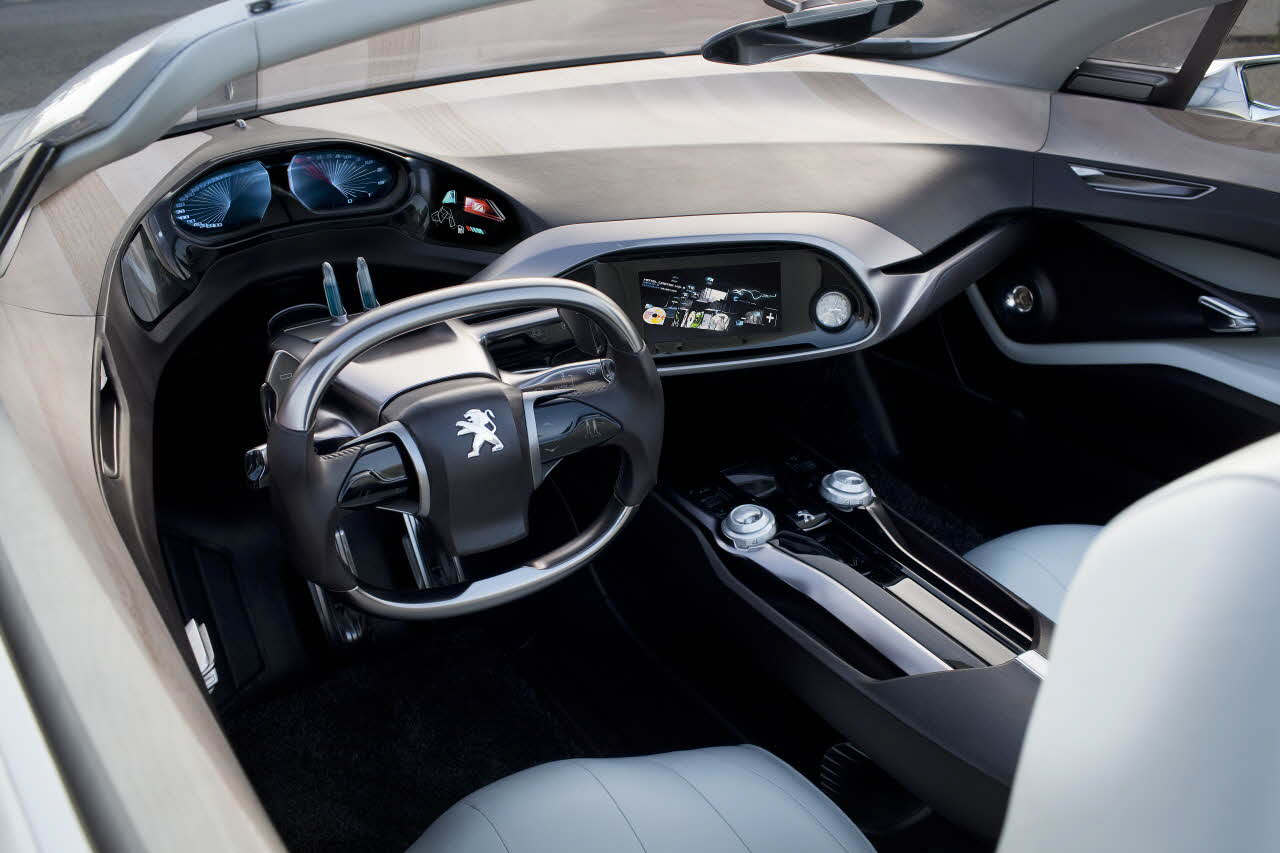
푸조 SR1 콘셉트 (대시보드)

푸조 508은 1.8 THP 엔진을 장착했으며, 이는 중국에서만 판매된다. 1.8 THP 엔진의 출력은 5,500rpm에서 150 kW (201 hp), 1,400–4,000rpm에서 280 N·m (207 lb·ft)의 토크를 발휘한다.

### 갤러리
페이스리프트 전 스타일

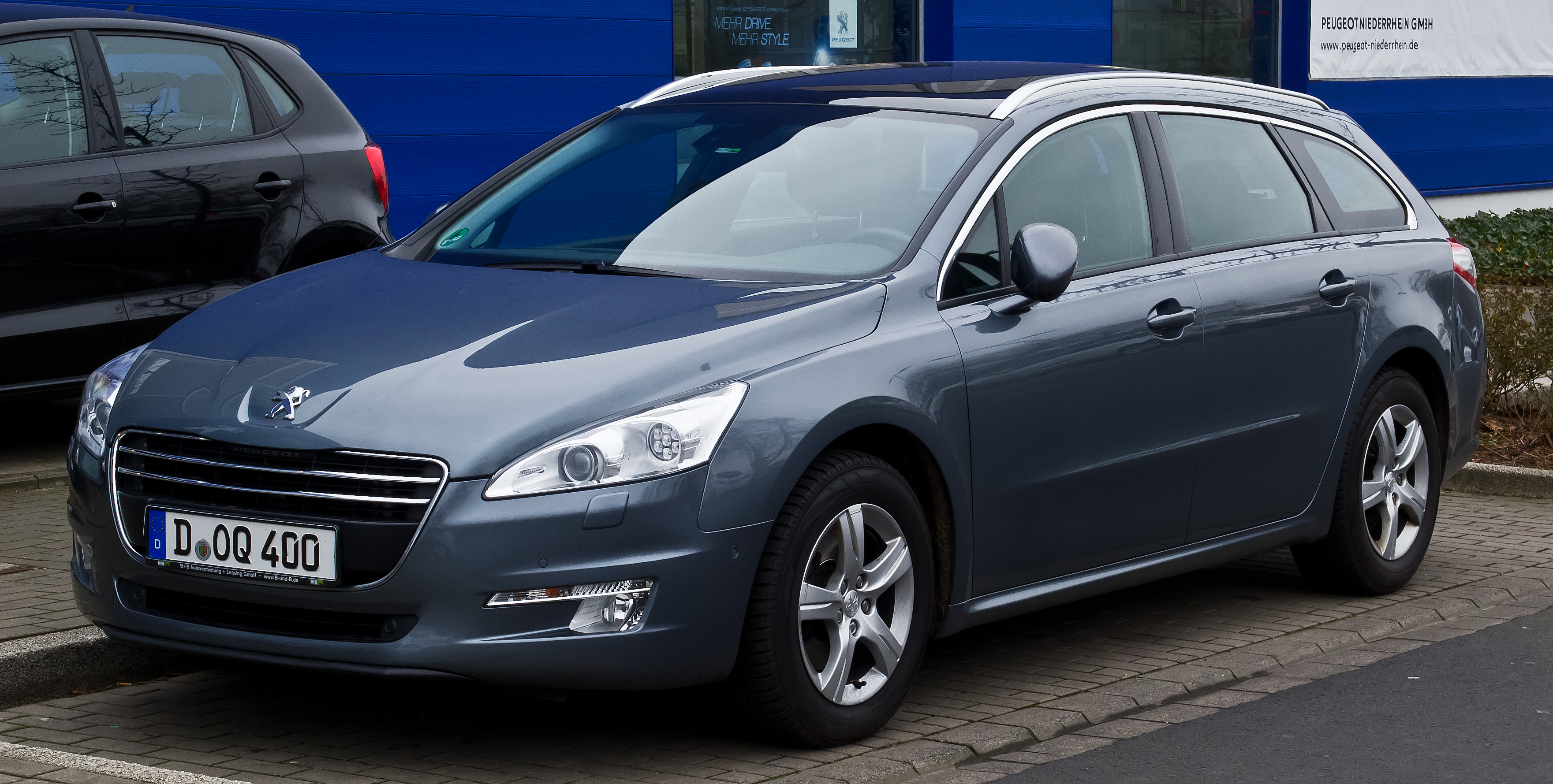
SW (페이스리프트 전)
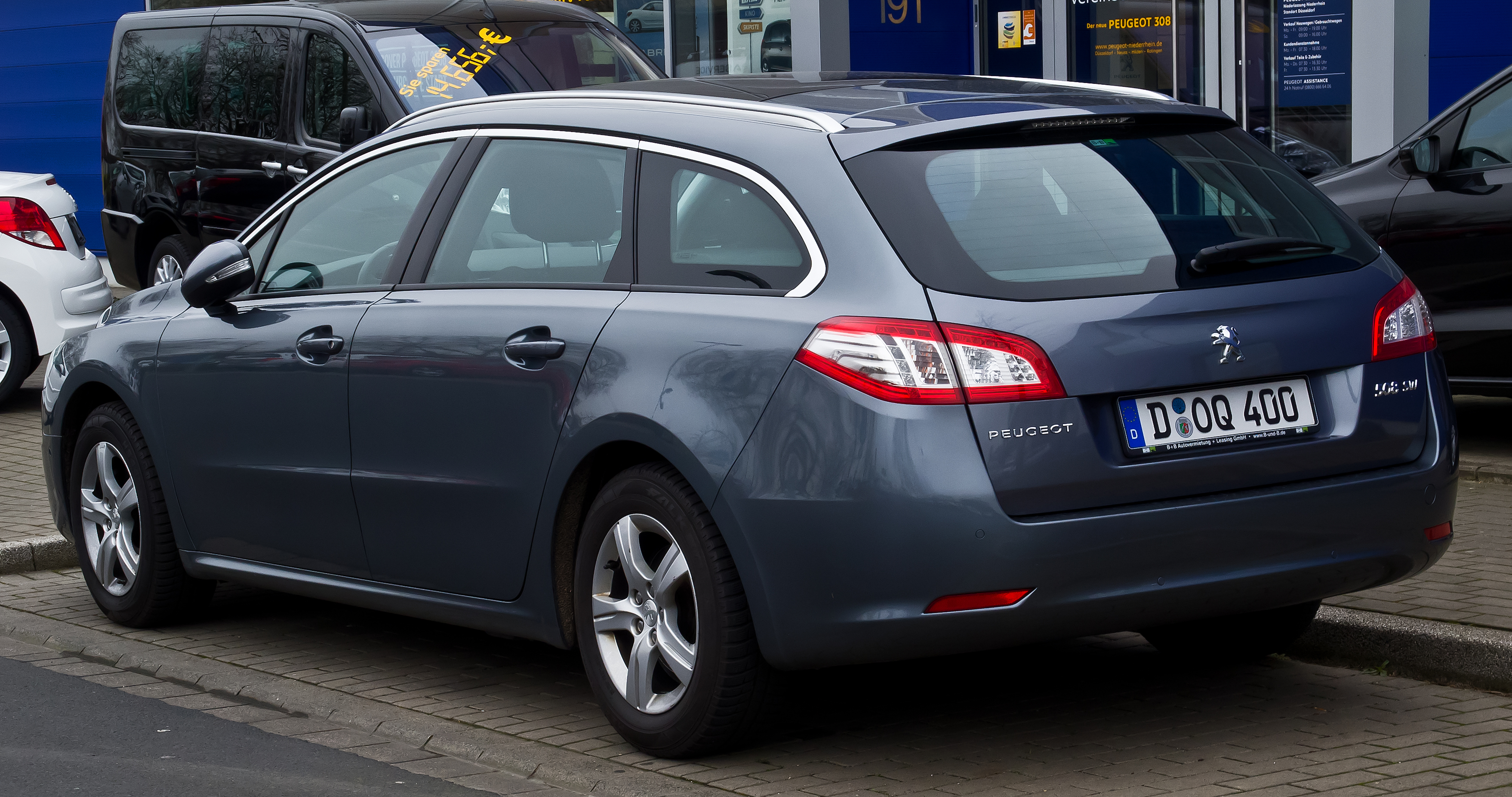
SW (페이스리프트 전)
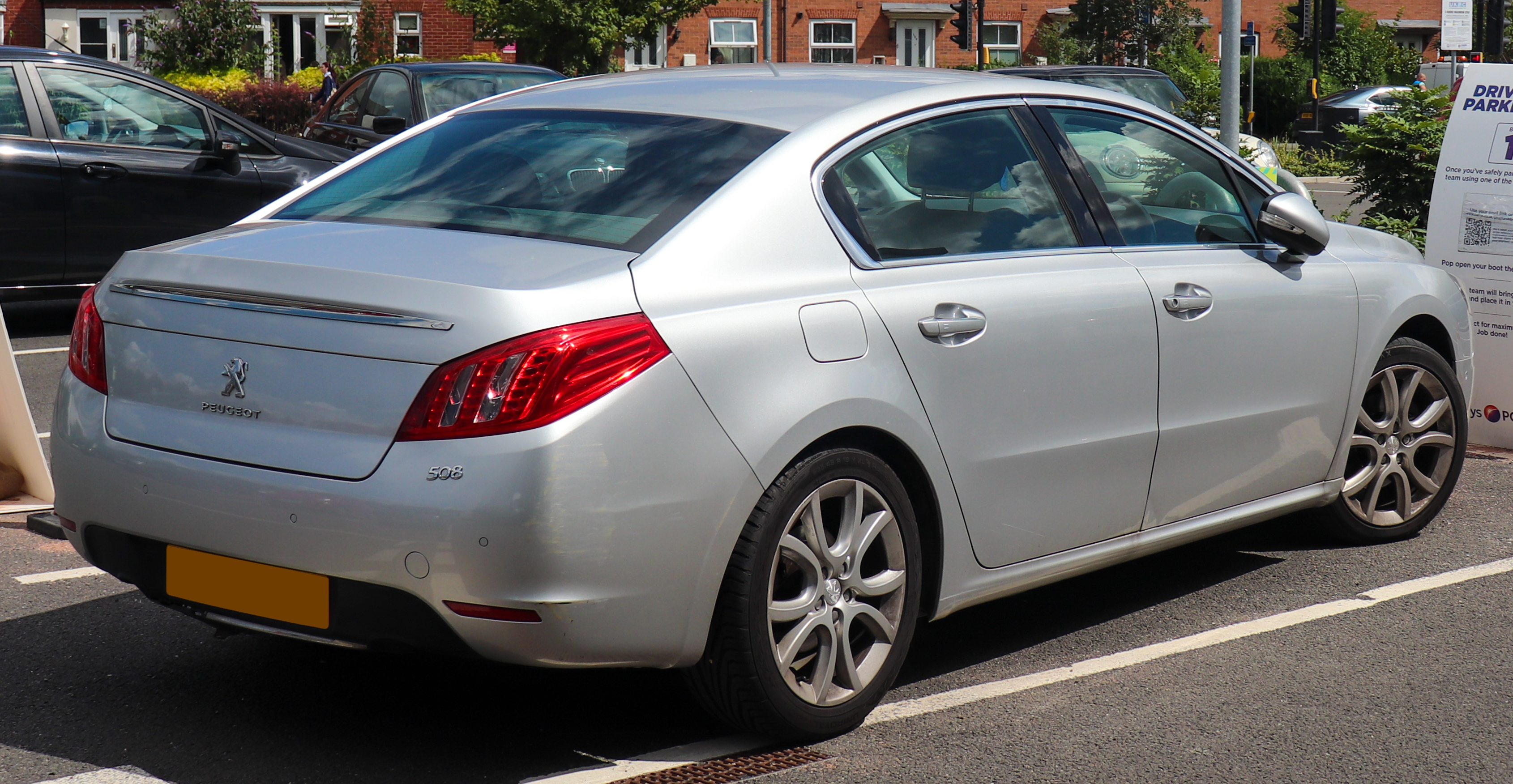
세단 (페이스리프트 전)

페이스리프트 후 스타일

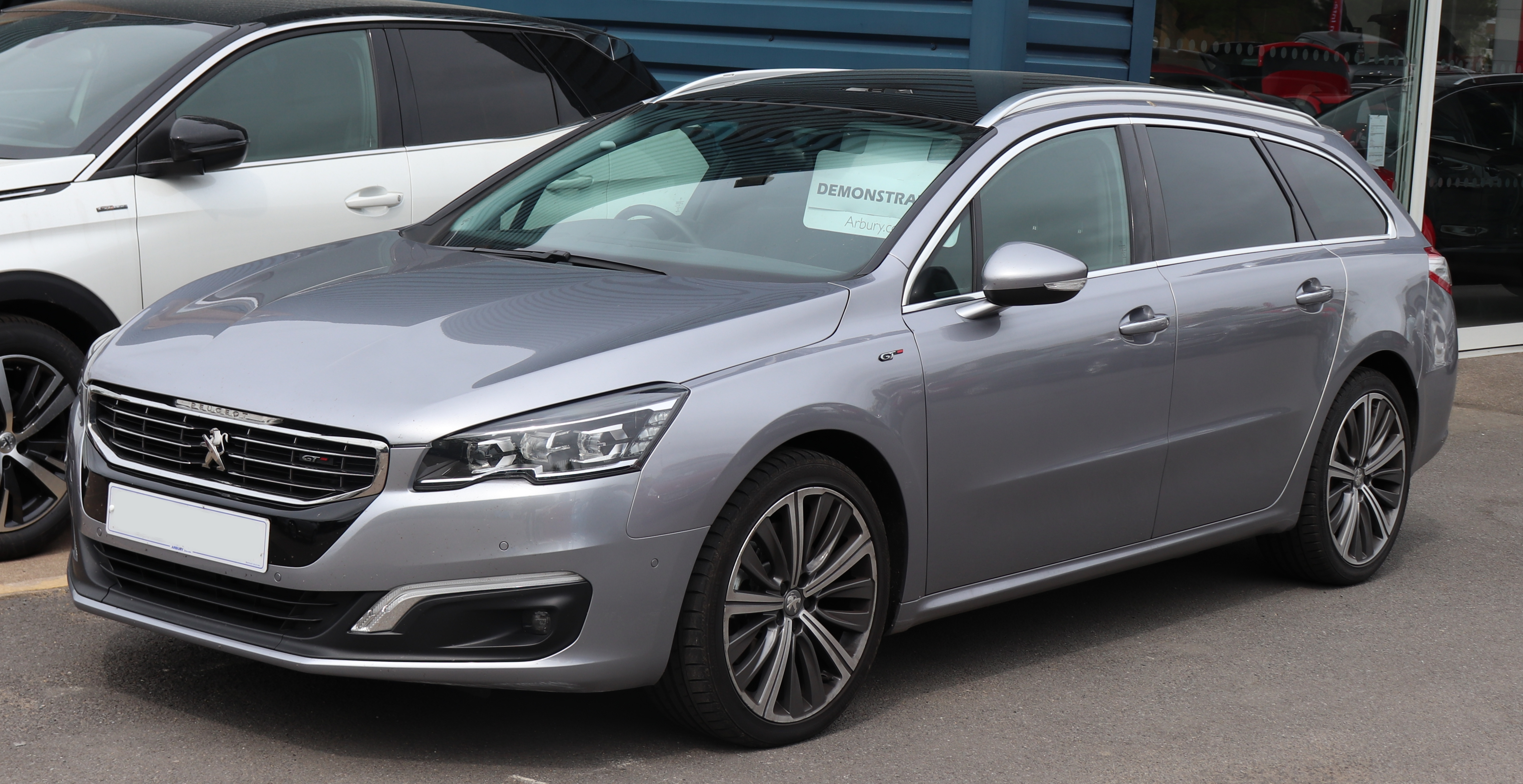
SW (페이스리프트)
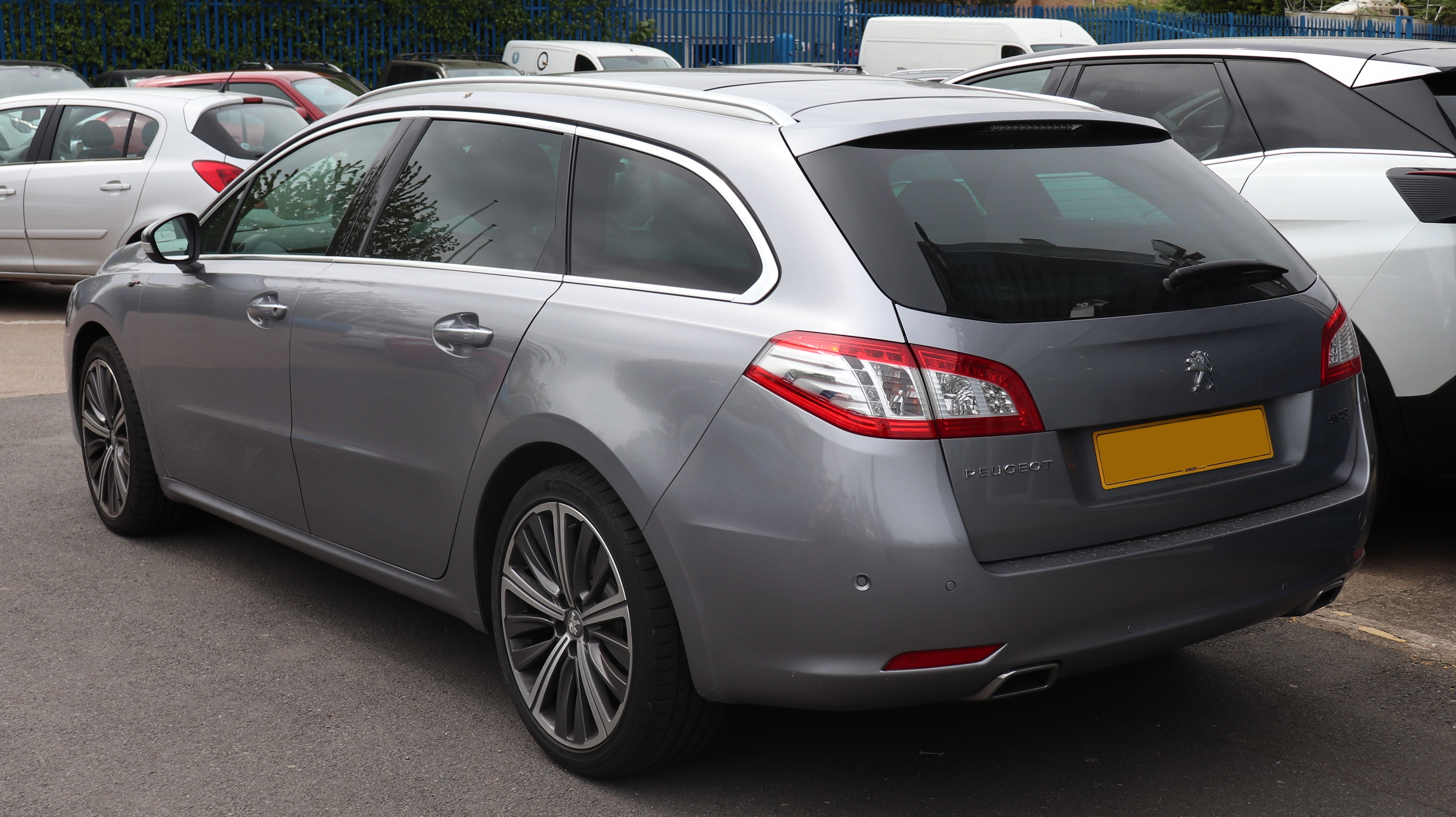
SW (페이스리프트)
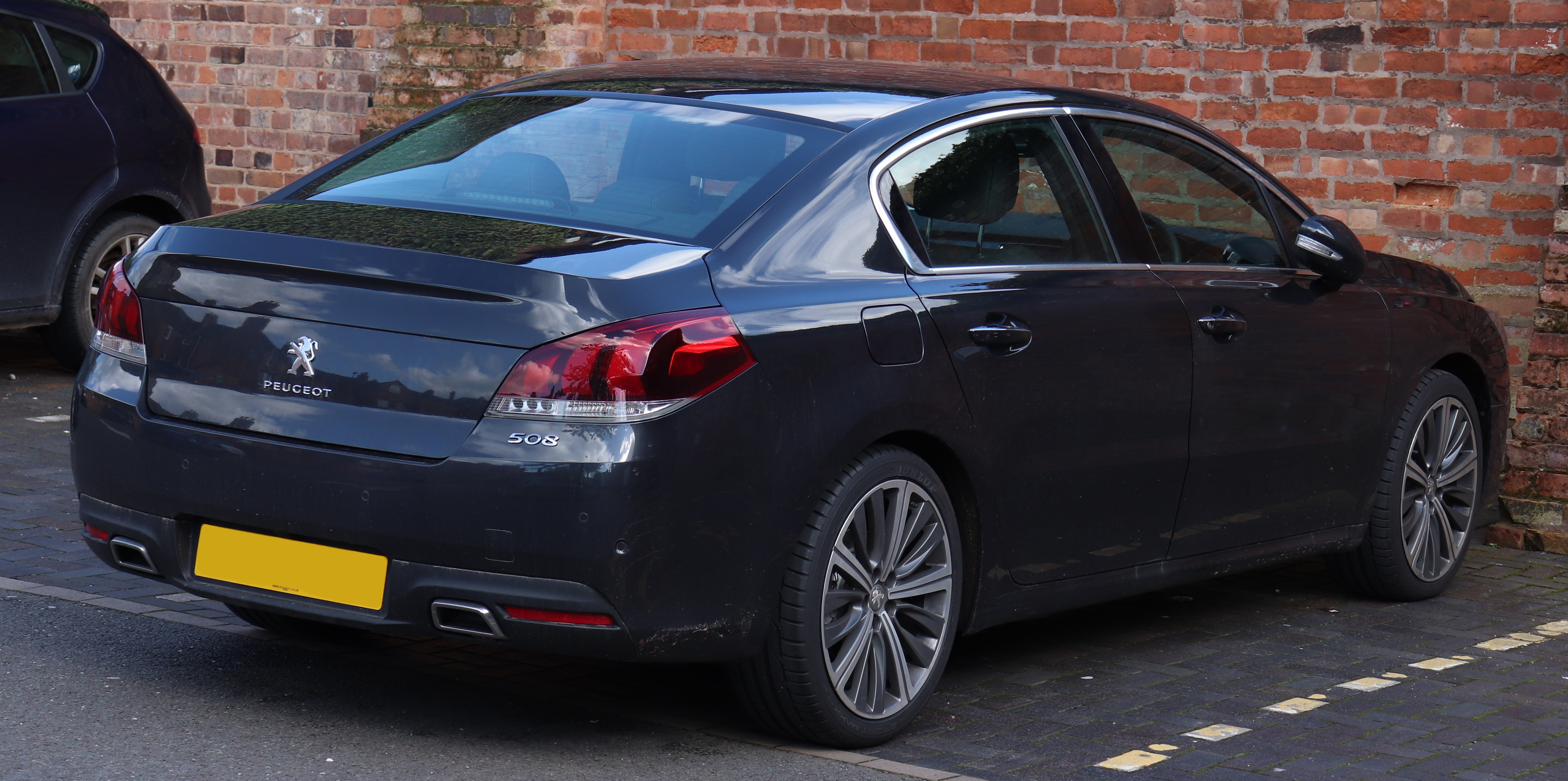
세단 (페이스리프트)
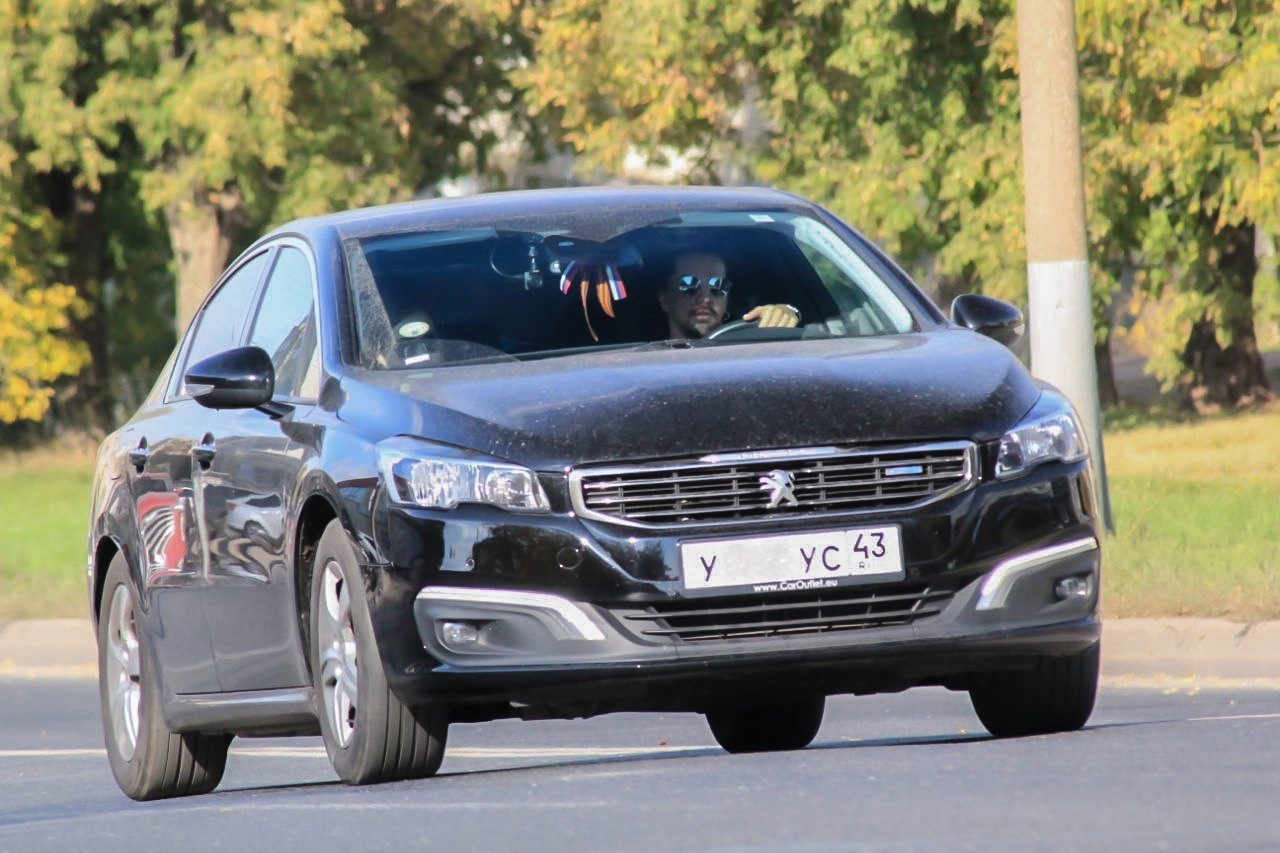
세단 (페이스리프트)

## 2세대 (R83; 2018년)
2세대는 2018년 2월 푸조에 의해 발표되었으며, 2018년 3월 제네바 모터쇼에서 공식적으로 공개되었다. 에스테이트 버전은 2018년 5월에 소문이 났고, 6월에 발표되었으며, 2018 파리 모터쇼에서 공식적으로 공개되었다. 디자인은 2017 제네바 모터쇼에서 공개된 인스팅트 슈팅 브레이크 컨셉트에서 영감을 받았다. 이 모델은 국제 자동차 페스티벌에서 "2018년 가장 아름다운 차" 상을 수상했으며, 푸조 e-레전드도 "올해의 가장 아름다운 컨셉트 카" 상을 수상했다.
파워트레인 옵션 측면에서, 새로운 508은 두 가지 1.6리터 퓨어테크 터보차저 가솔린 기관 옵션을 가지고 있으며, 각각 다른 출력; 그리고 세 가지 터보 디젤 옵션을 가지고 있다. 또한 푸조 브랜드로 판매되는 승용차 중 EMP2 플랫폼의 확장 버전을 기반으로 하는 첫 번째 차량이다. 자동 변속기는 기존 EAT6 유닛을 대체하는 8단 아이신 EAT8 유닛으로 업데이트되었다. 플러그인 하이브리드 버전은 2019년 9월에 공개되었다.
2019년 5월, 508은 중동 시장에 데뷔했으며, 이전 세대의 165마력 1.6리터 엔진과 6단 자동 변속기를 계승했다.

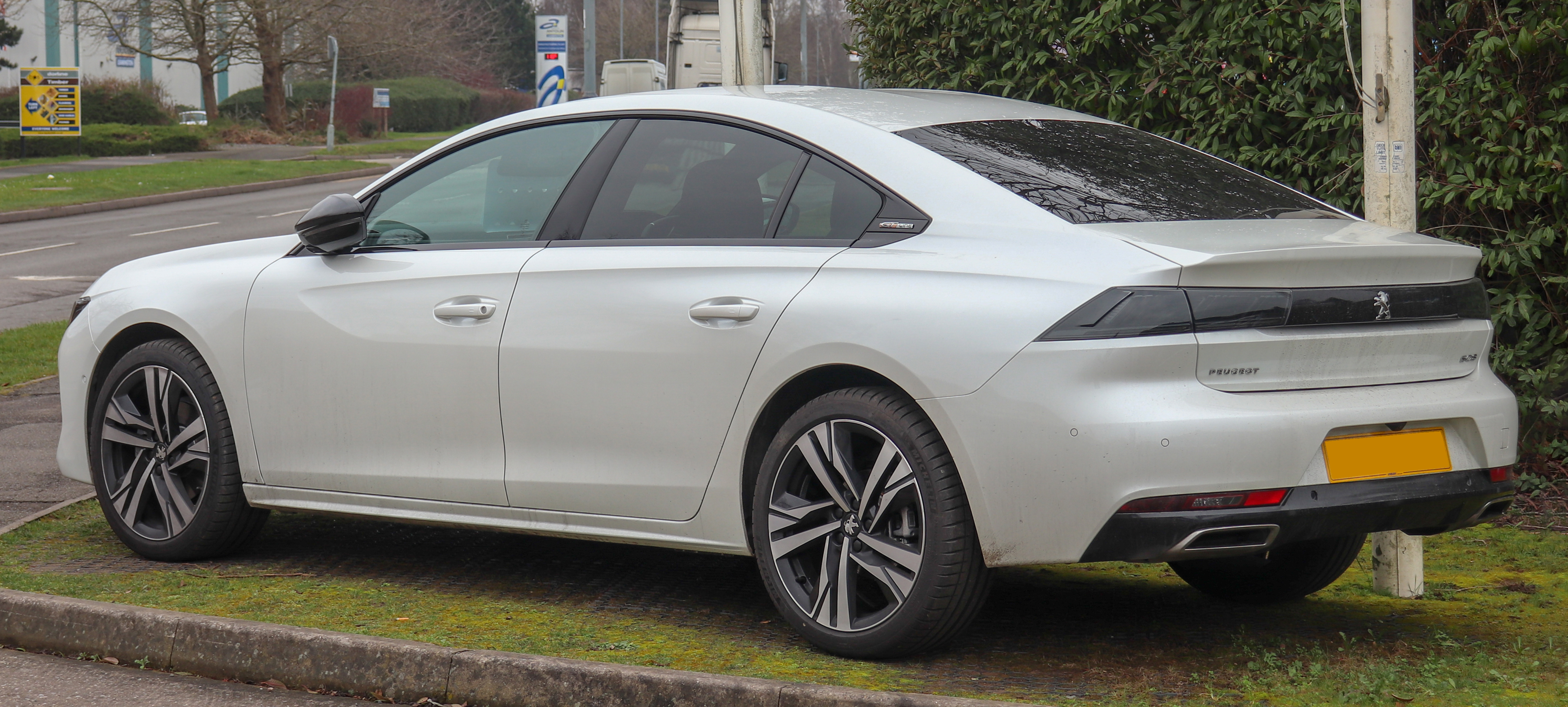
페이스리프트 전 세단
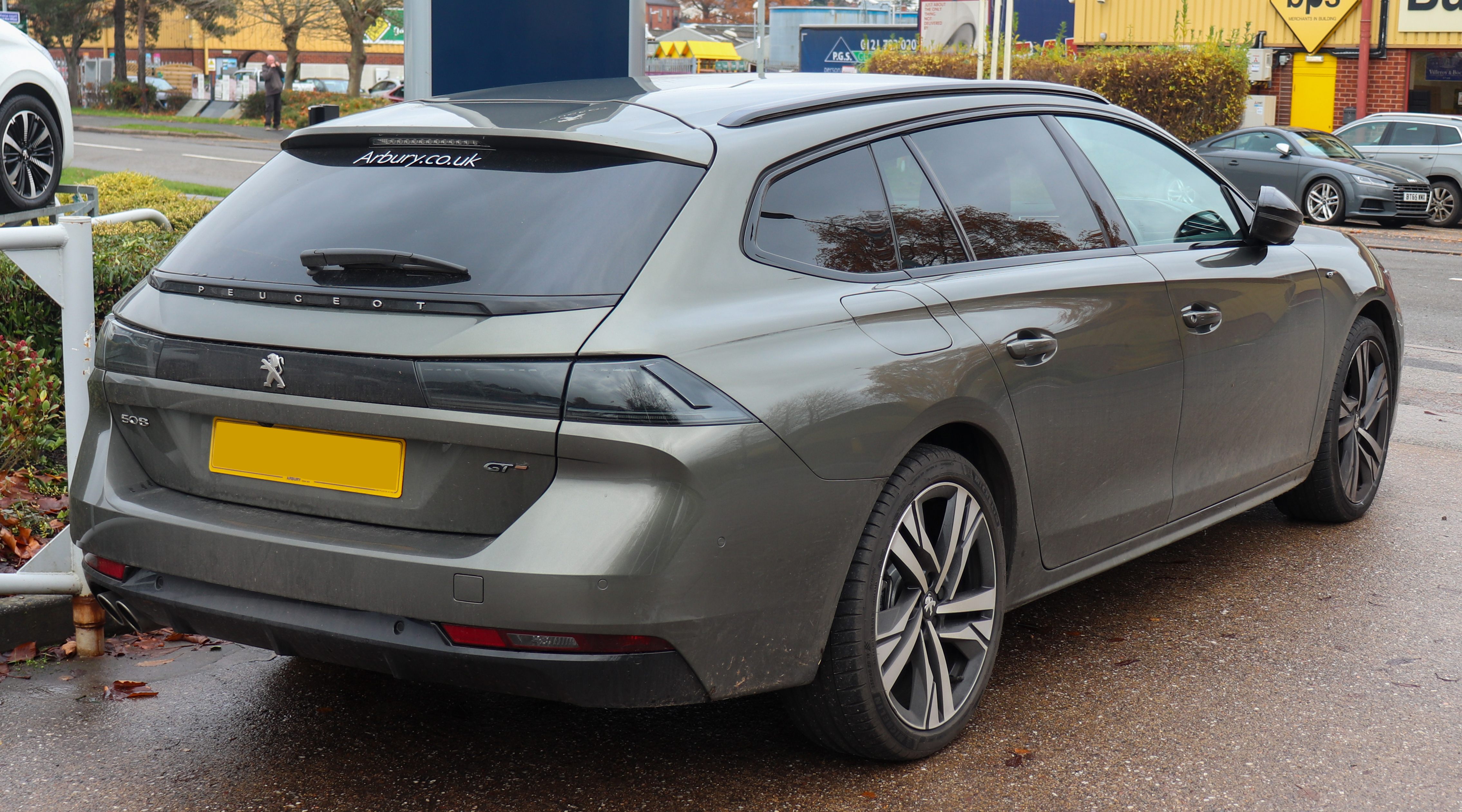
페이스리프트 전 SW
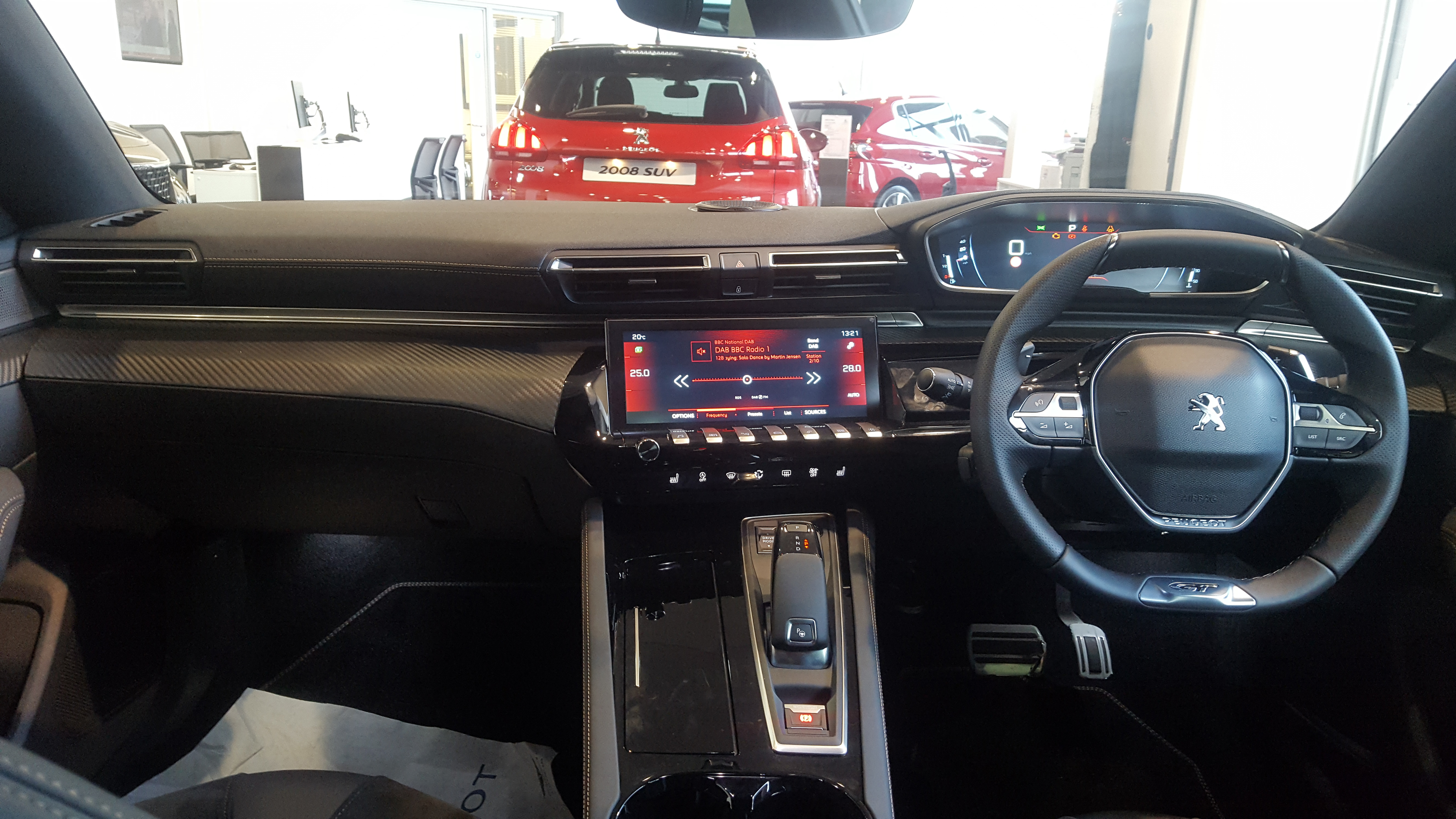
내부

2023년 2월 24일에 공개된 페이스리프트 모델은 새로운 브랜드 로고와 새로운 인포테인먼트 시스템을 포함한 개선된 전면부를 특징으로 한다.

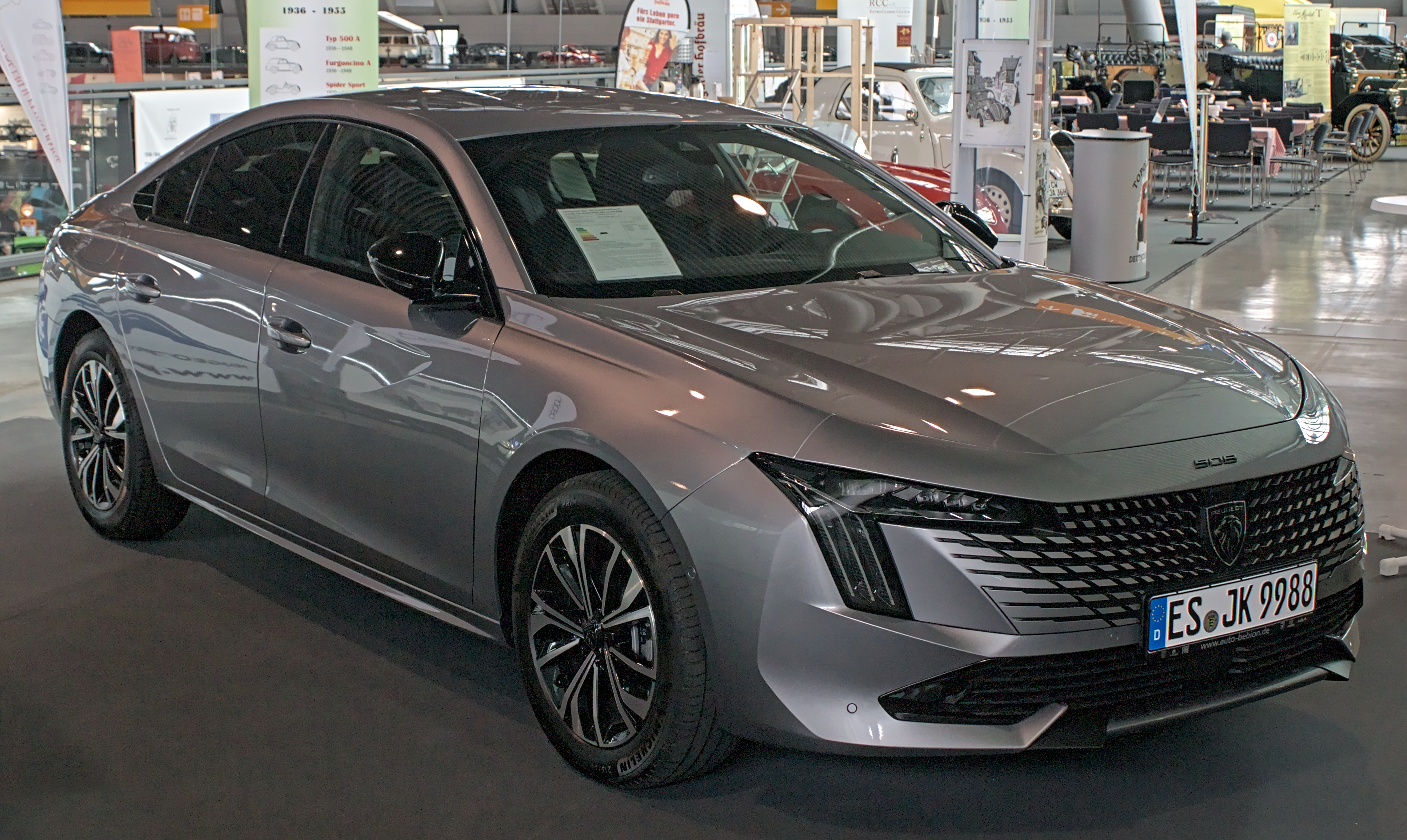
페이스리프트 푸조 508
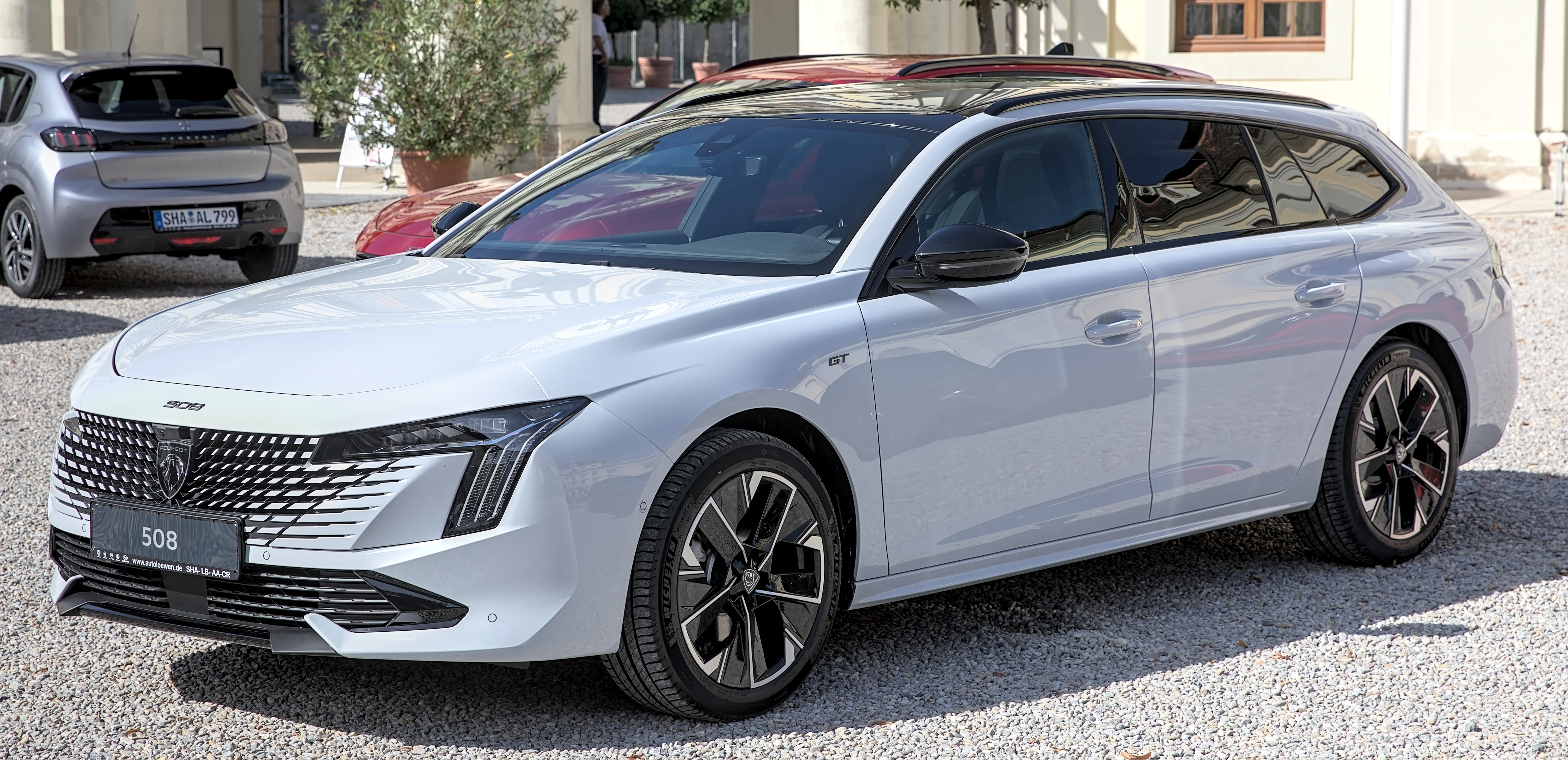
페이스리프트 푸조 508 SW
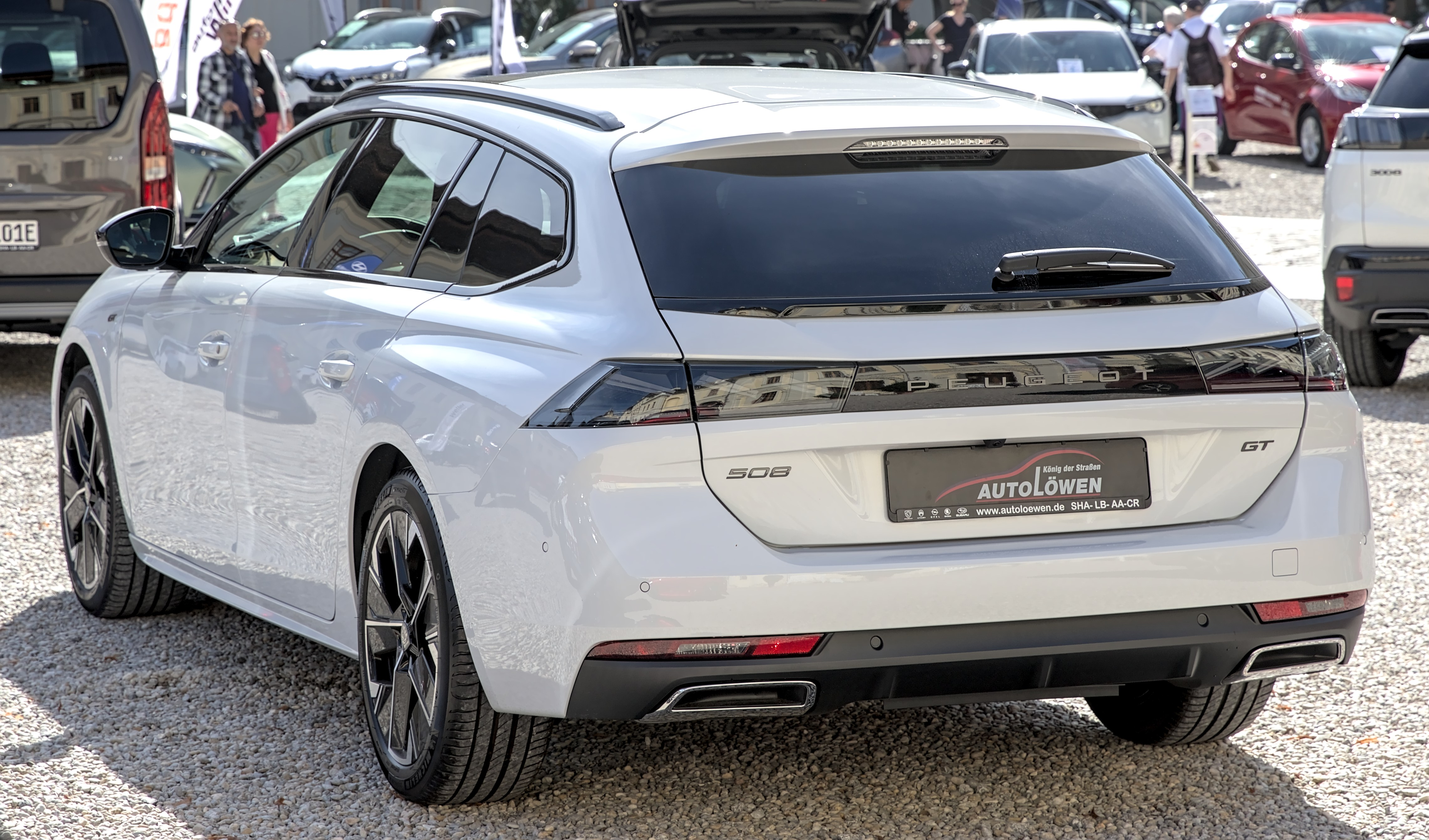
후면도

### 508L (중국)
푸조 508L은 2018년 광저우 모터쇼에서 중국에 처음 공개되었다. 유럽 508 모델과 비교하여 중국 전용 508L은 휠베이스가 55 mm (2.2 in) 더 길어, 508L의 휠베이스 길이는 2,848 mm (112.1 in)이다. 중국 508L 버전은 또한 유럽에서 판매되는 508보다 전체적으로 100 mm (3.9 in) 더 길어, 4,870 mm (192 in)이다.
두 버전의 또 다른 차이점은 후면에 있는데, 유럽 508의 5도어 리프트백 구성이 전통적인 트렁크로 대체되어 508L은 중국에서 전통적인 4도어 세단이 되었다. 스타일링 면에서는 유럽 508의 프레임리스 도어가 508L에서는 프레임이 있는 도어로 대체되었다.
2023년 중반에 페이스리프트를 거쳤다.

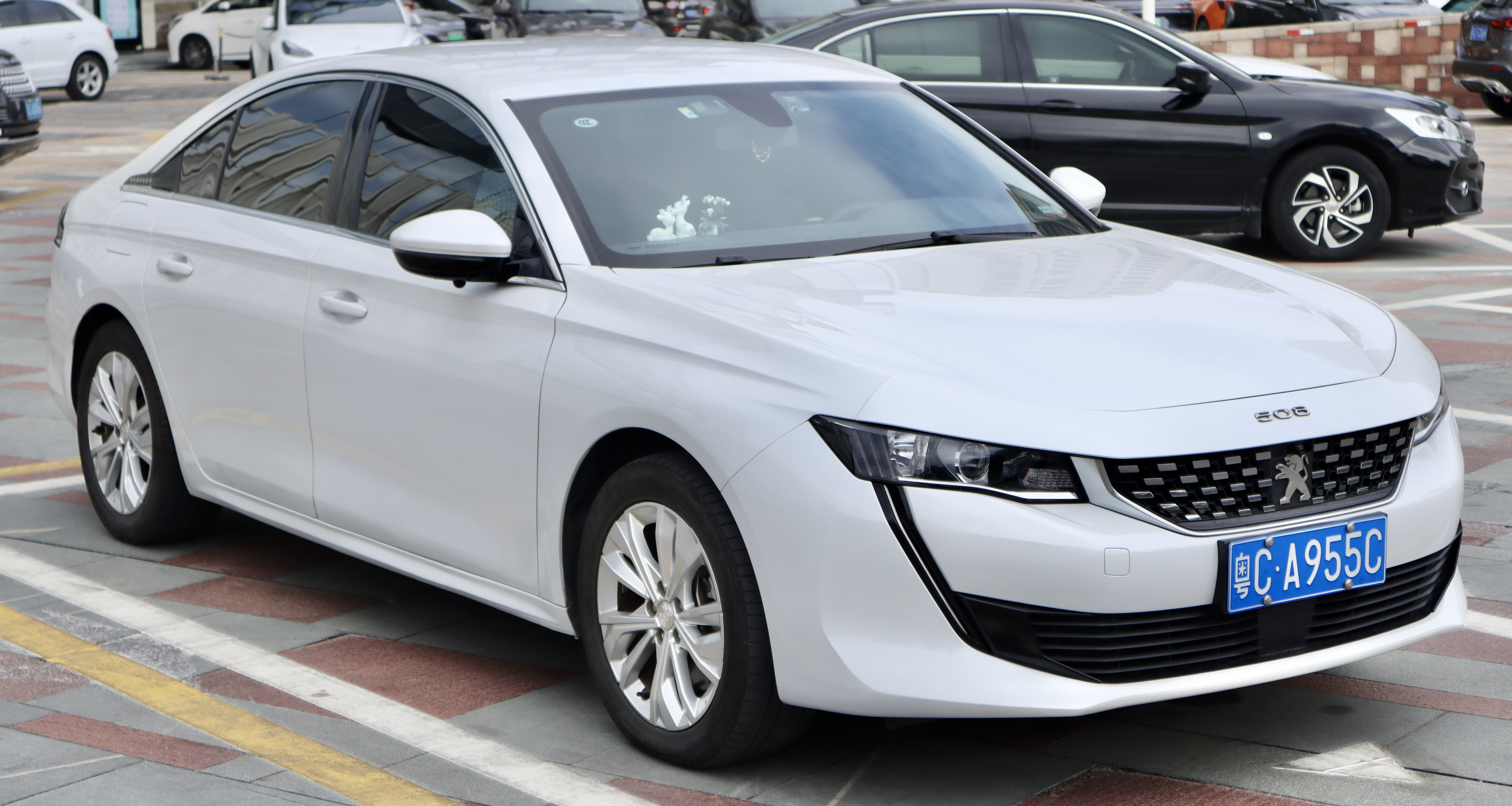
페이스리프트 전 508L (전면도)
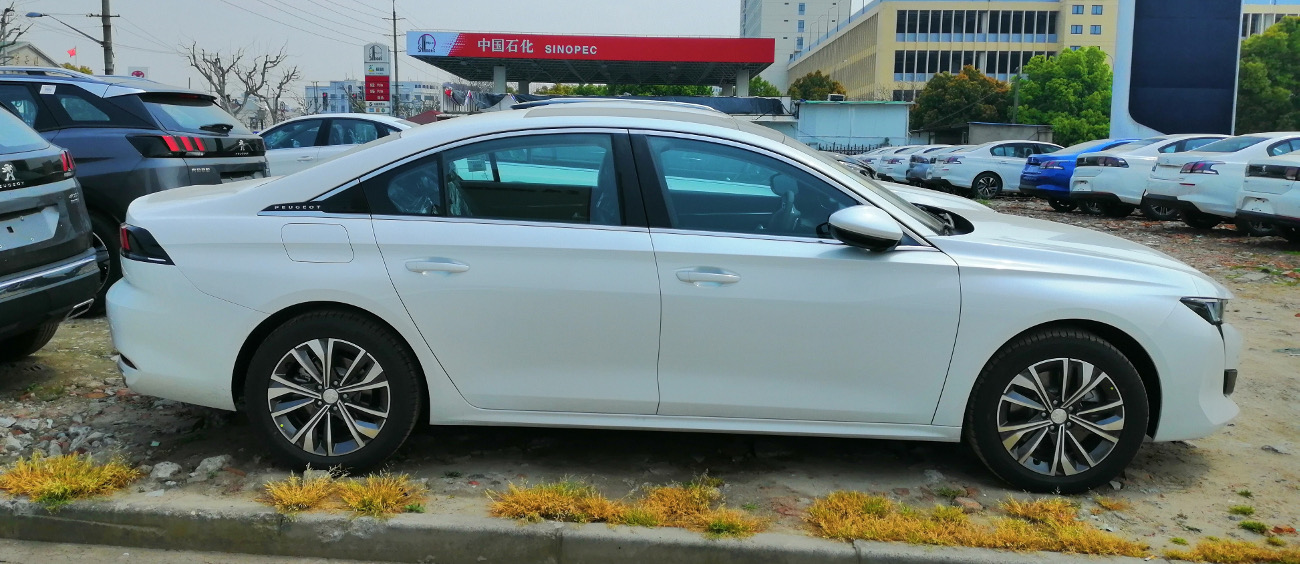
페이스리프트 전 508L (측면도)
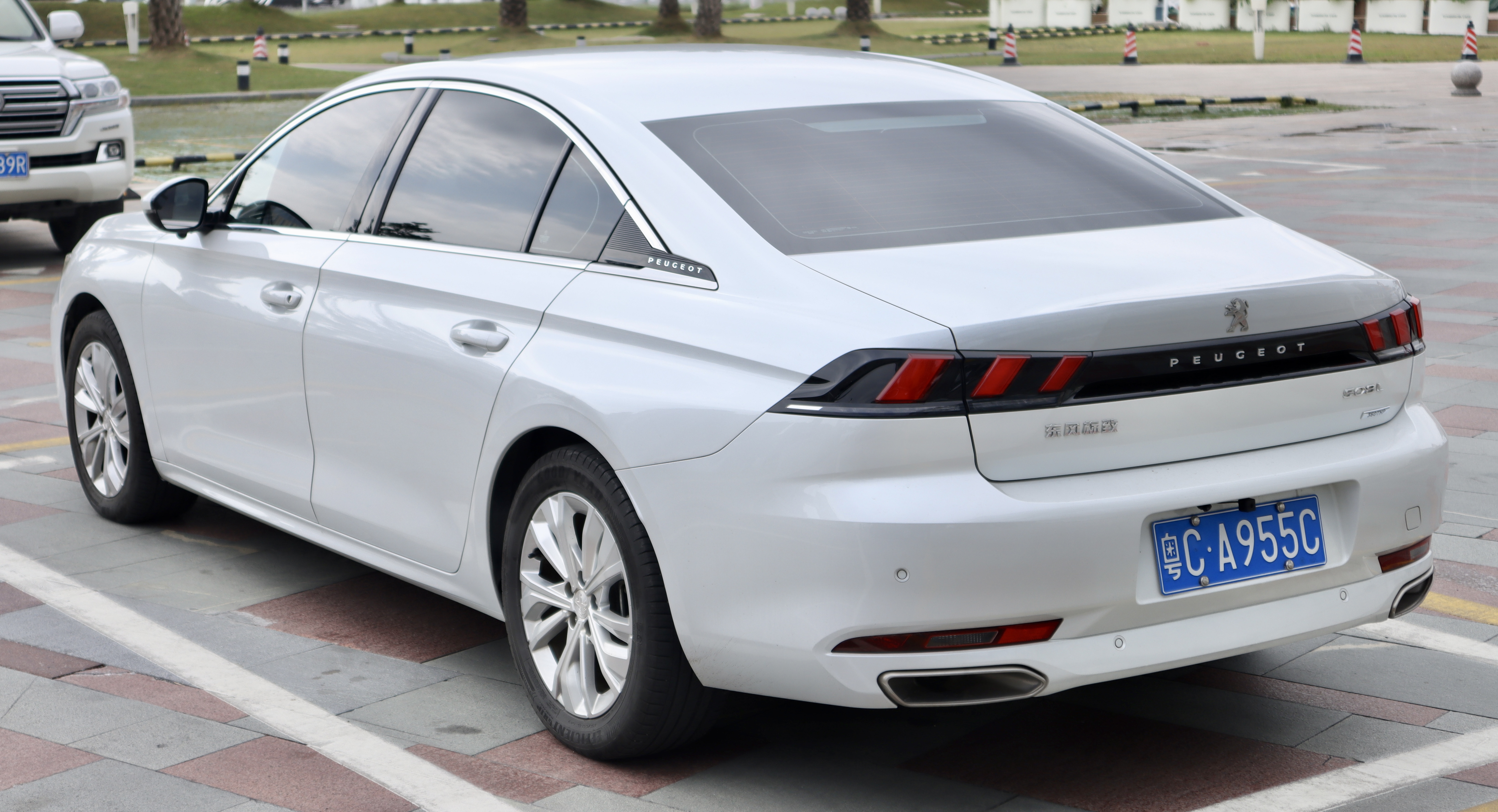
508L (후면도)
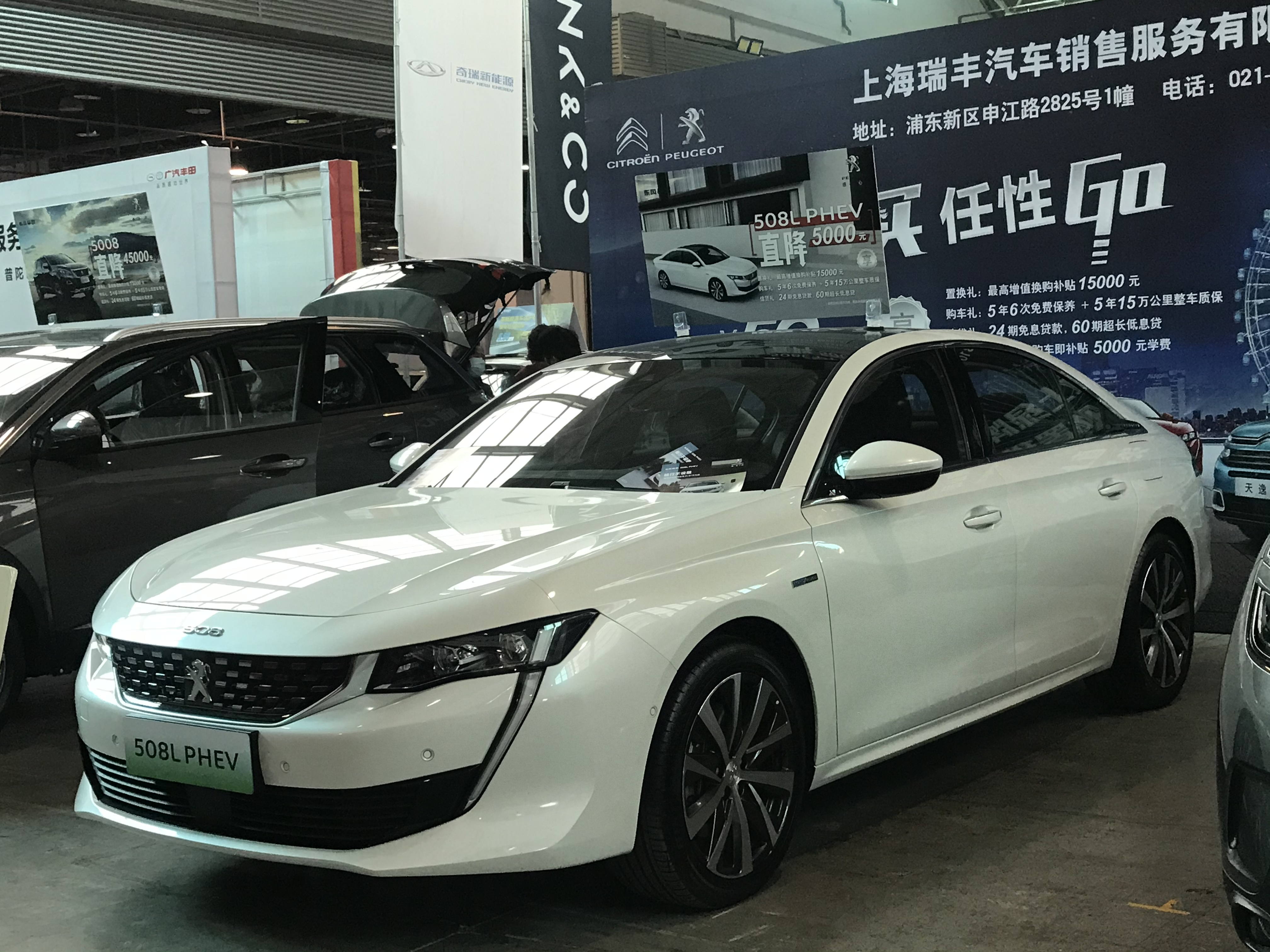
페이스리프트 전 508L PHEV
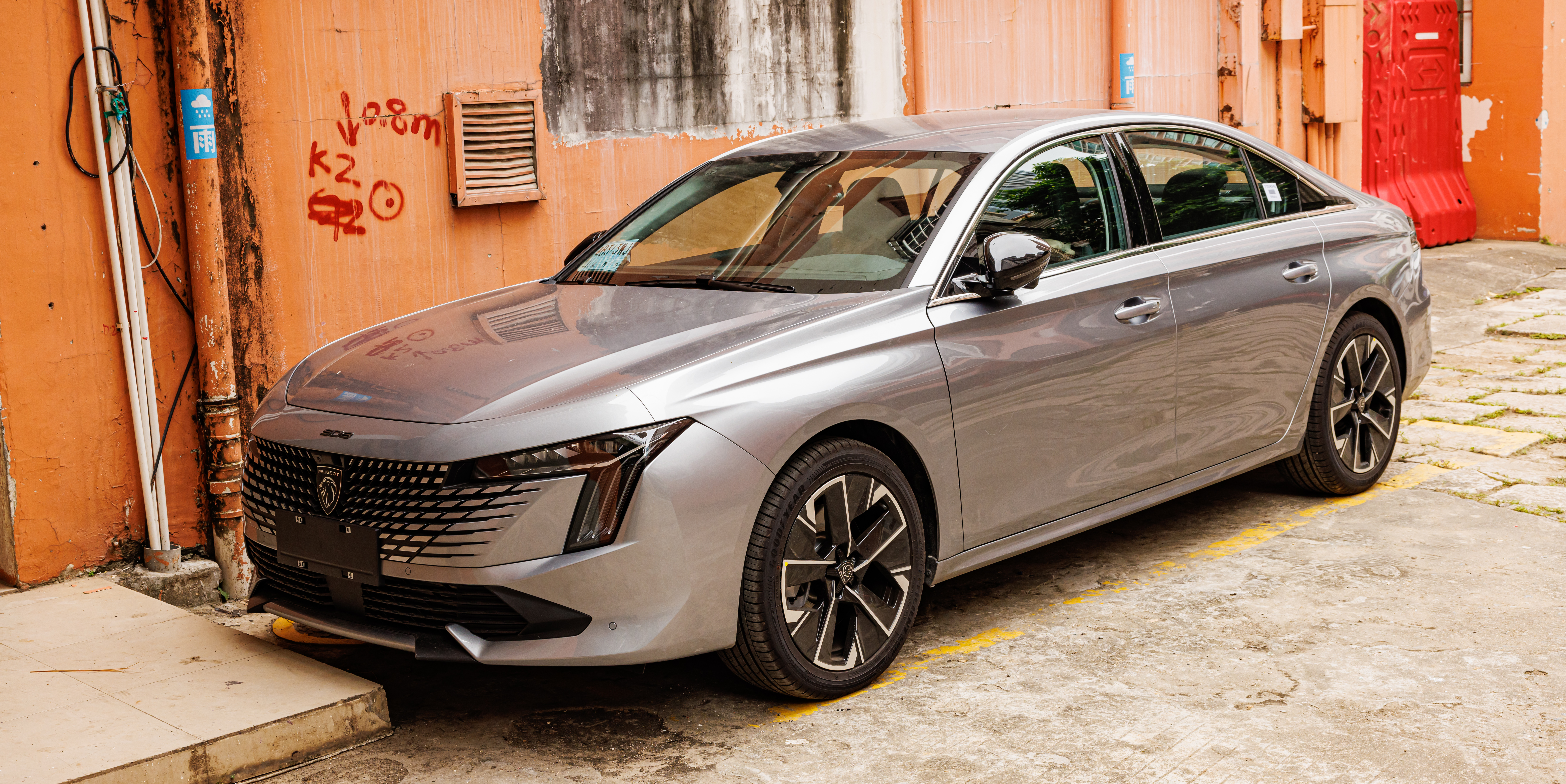
페이스리프트 508L (전면도)
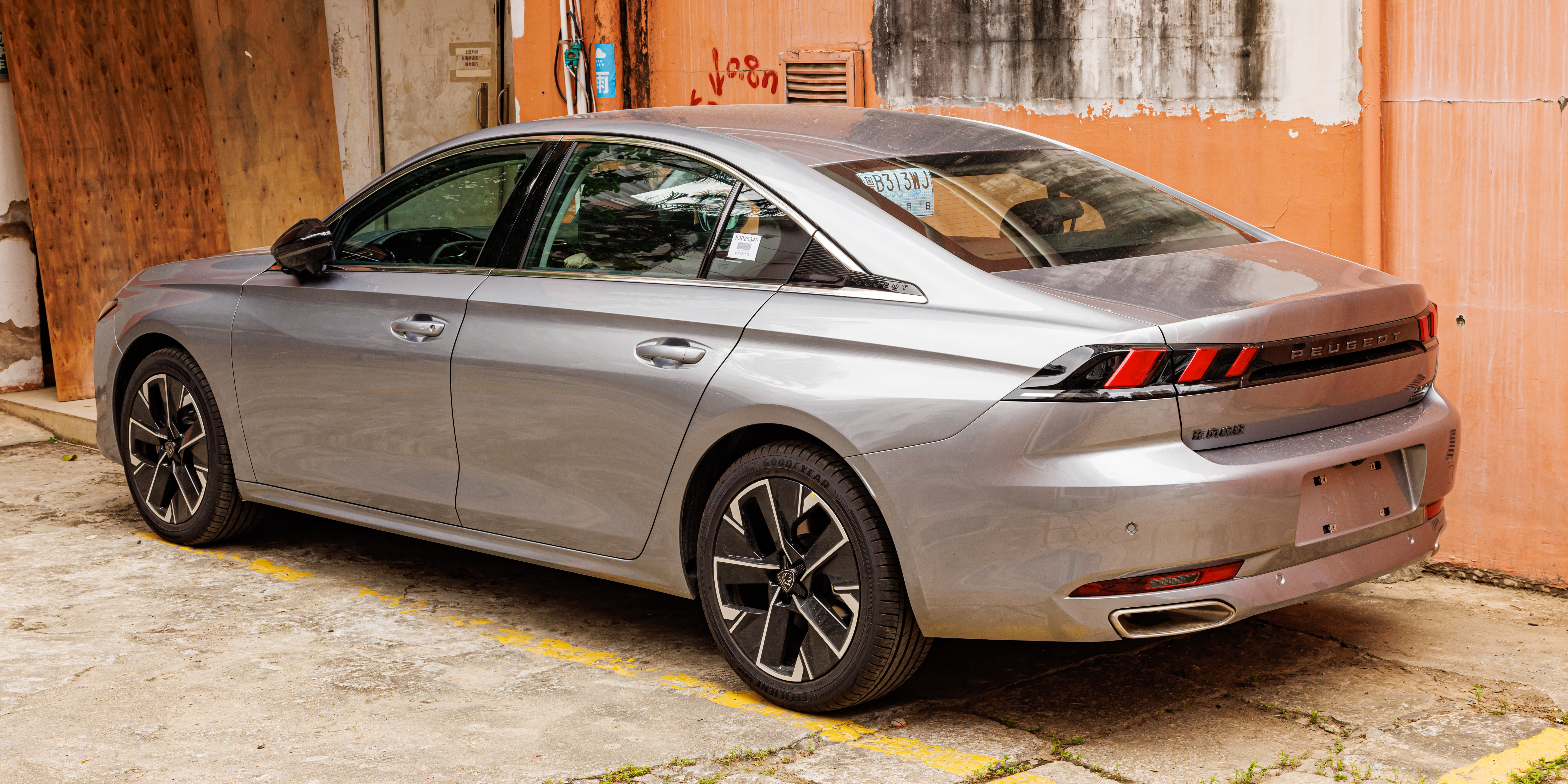
페이스리프트 508L (후면도)

### 엔진
| 모델                 | 유형                     | 출력, 토크 (rpm)                                           | 0–100 km/h (0-62 mph) (초) | 최고 속도          | 변속기   | CO2 배출량 (g/km) | 연식          |
| -------------------- | ------------------------ | ---------------------------------------------------------- | -------------------------- | ------------------ | -------- | ----------------- | ------------- |
| 1.2 퓨어테크 (130PS) | 1,199 cc (73.2 cu in) I3 | 130 PS (96 kW; 128 hp) @ 5500, 230 N·m (170 lb·ft) @ 1750  | 10                         | 204 km/h (127 mph) | 8단 EAT8 | 133               | 2021년~       |
| 1.6 퓨어테크 (182PS) | 1,598 cc (97.5 cu in) I4 | 180 PS (132 kW; 178 hp) @ 5500, 250 N·m (184 lb·ft) @ 1650 | 7.9                        | 229 km/h (142 mph) | 8단 EAT8 | 123–131           | 2018년~2021년 |
| 1.6 퓨어테크 (225PS) | 1,598 cc (97.5 cu in) I4 | 225 PS (165 kW; 222 hp) @ 5500, 300 N·m (221 lb·ft) @ 1900 | 7.3                        | 250 km/h (155 mph) | 8단 EAT8 | 130–132           | 2018년~2021년 |

| 모델                        | 유형                                                    | 출력, 토크 (rpm)                                           | 0–100 km/h (0-62 mph) (초) | 최고 속도          | 변속기   | CO2 배출량 (g/km) | 연식    |
| --------------------------- | ------------------------------------------------------- | ---------------------------------------------------------- | -------------------------- | ------------------ | -------- | ----------------- | ------- |
| 1.6 퓨어테크 EP6FDT (180PS) | 1,598 cc (97.5 cu in) I4 + 1 전기 모터                  | 180 PS (132 kW; 178 hp) @ 5500, 250 N·m (184 lb·ft) @ 1650 | 7.9                        | 229 km/h (142 mph) | 8단 EAT8 | 123–127           | 2019년~ |
| 1.6 PSE EP6FDT (360 PS)     | 1,598 cc (97.5 cu in) I4 + 2 전기 모터 (전방 1, 후방 1) | 360 PS (265 kW; 355 hp) @ 5500, 520 N·m (384 lb·ft) @ 1650 | 5.2                        | 255 km/h (158 mph) | 8단 EAT8 | ???               | 2021년~ |

| 모델                | 유형                      | 출력, 토크 (rpm)                                           | 0–100 km/h (0-62 mph) (초) | 최고 속도                              | 변속기         | CO2 배출량 (g/km) | 연식          |
| ------------------- | ------------------------- | ---------------------------------------------------------- | -------------------------- | -------------------------------------- | -------------- | ----------------- | ------------- |
| 1.5 블루HDi (130PS) | 1,499 cc (91.5 cu in) I4  | 130 PS (96 kW; 128 hp) @ 3750, 300 N·m (221 lb·ft) @ 1750  | 9.7                        | 208 km/h (129 mph) (전기적으로 제한됨) | 6단 수동변속기 | 101               | 2018년~2020년 |
| 1.5 블루HDi (130PS) | 1,499 cc (91.5 cu in) I4  | 130 PS (96 kW; 128 hp) @ 3750, 300 N·m (221 lb·ft) @ 1750  | 10                         | 208 km/h (129 mph) (전기적으로 제한됨) | 8단 EAT8       | 98                | 2018년~2024년 |
| 2.0 블루HDi (160PS) | 1,997 cc (121.9 cu in) I4 | 160 PS (118 kW; 158 hp) @ 3750, 400 N·m (295 lb·ft) @ 2000 | 8.4                        | 230 km/h (143 mph)                     | 8단 EAT8       | 118–122           | 2018년~2020년 |
| 2.0 블루HDi (180PS) | 1,997 cc (121.9 cu in) I4 | 180 PS (132 kW; 178 hp) @ 3750, 400 N·m (295 lb·ft) @ 2000 | 8.3                        | 235 km/h (146 mph)                     | 8단 EAT8       | 124–125           | 2018년~2020년 |

### 안전
최대 별 5개 등급 시스템에서 508은 2018년 유로 NCAP에서 별 5개 등급을 받았다.

### 운전 기능
푸조 508에는 다양한 기능이 포함되어 있다.
안전 장비로는 자동 긴급 제동, 어댑티브 크루즈 컨트롤, 사고 방지를 위한 조향 보정 기능을 포함한 능동 사각지대 감지, 속도 및 도로 표지판 인식, 자동 헤드라이트 빔 선택, 일부 운전자 주의 모니터링 시스템 등이 있다.
차선 유지 보조 및 도로 가장자리 감지, 속도 표지판 인식, 차량을 차선 중앙에 유지하는 차선 위치 보조 등의 기능을 제공하는 전면 카메라가 사용된다.
508의 세이프티 플러스 팩에는 시야 밖 영역을 감시하는 센서가 있어 LED로 운전자에게 경고한다.
이 차량에는 또한 전후방 센서부터 평행 주차 및 주차장 공간을 위한 완전 자동 보조 기능까지 다양한 주차 보조 기능이 있다.

### 508 PSE

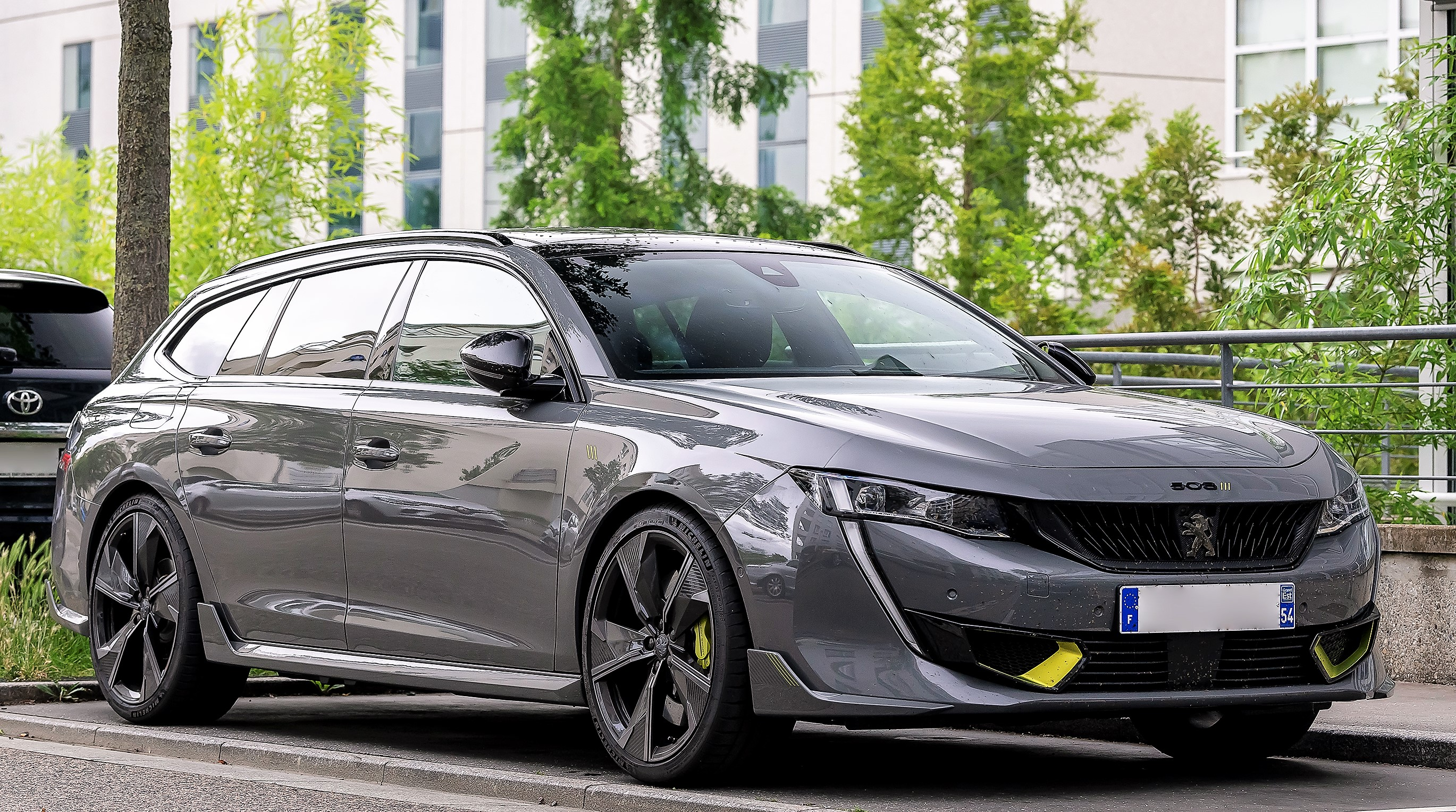
페이스리프트 전 푸조 508 II SW 푸조 스포트 엔지니어드

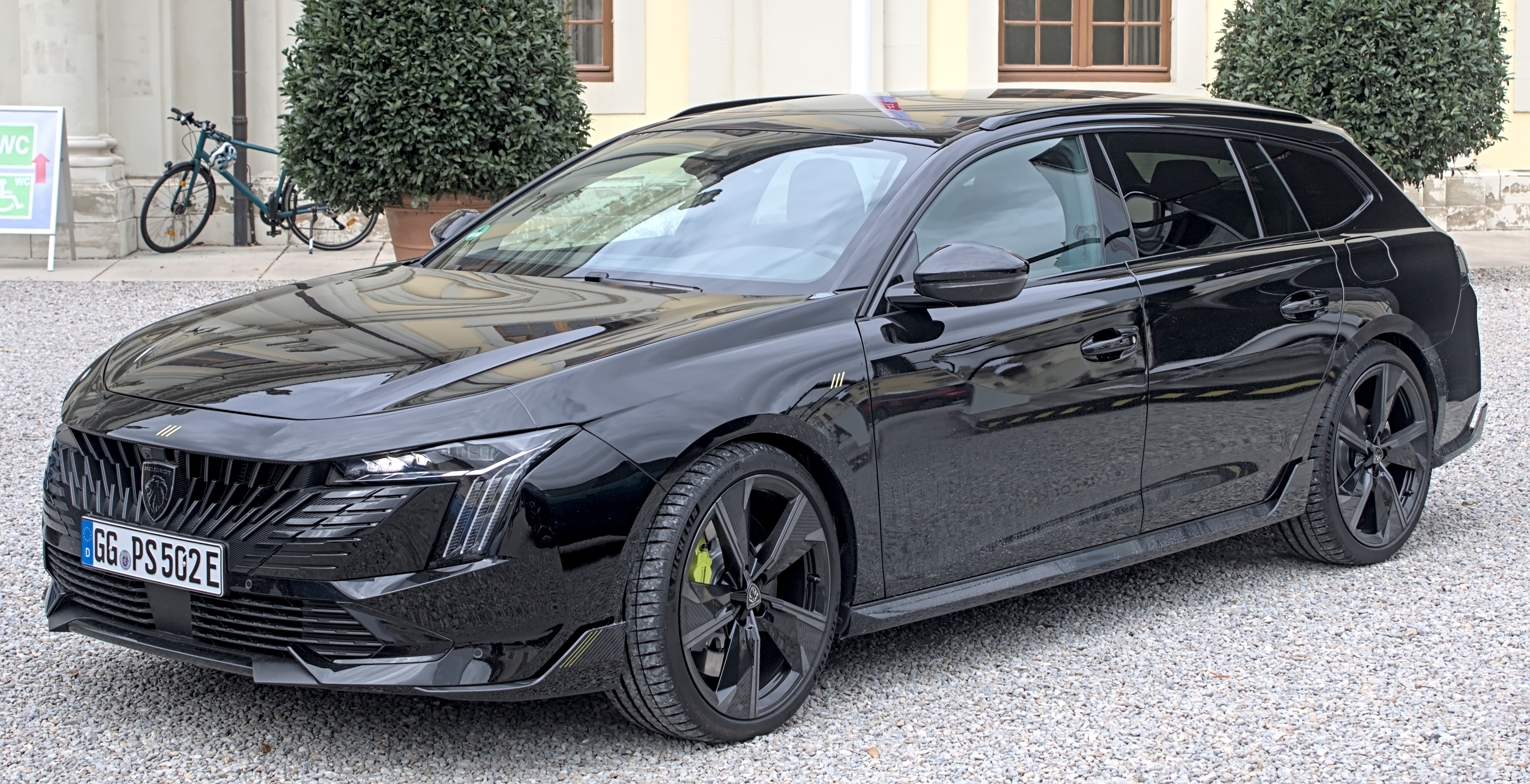
페이스리프트 후 푸조 508 II SW 푸조 스포트 엔지니어드

2020년 2월, 푸조는 리프트백과 에스테이트 바디 스타일 모두에서 사용할 수 있는 508 PSE(푸조 스포트 엔지니어드)를 공개했다.
508 PSE의 판매량은 푸조의 판매 목표(508 전체 판매량의 5~6%)에 훨씬 못 미쳤다. 2022년 4월 현재, 2,000대만이 제조되었다. 2023년 2월, 페이스리프트 전 508 PSE는 단종되었다.

#### 508 스포트 엔지니어드 콘셉트
2019년 2월에 공개되고 2019년 제네바 모터쇼에서 공식적으로 발표된 이 콘셉트는 508의 스포티한 플러그인 하이브리드 버전이다.
최대 복합 출력 400 PS (294 kW; 395 hp)과 500 N·m (369 lbf·ft)의 토크는 전면의 200 PS (147 kW; 197 hp) 가솔린 엔진과 110 PS (81 kW; 108 hp) 전기 모터, 그리고 후면 차축의 200 PS (147 kW; 197 hp) 전기 모터 덕분에 달성된다 (각 엔진/모터의 출력 합계는 약 500hp이지만, 하이브리드 시스템은 세 시스템 모두의 최대 출력을 동시에 제공할 수 없으므로 실제 최대 출력은 약 400hp로 더 낮다).

정지 상태에서 100km/h (62mph)까지 4.3초가 걸리며, 전자적으로 제한된 최고 속도는 250 km/h (155 mph)이다. 11.8kWh 배터리로 이 508은 전기로만 최대 50 km (31 mi)까지 주행할 수 있다. WLTP 테스트 사이클에 따른 CO2 배출량은 49g/km이다. 또한 공기 역학 개선을 위한 스포티한 바디 키트도 적용되었다. 이 콘셉트는 2020년 하반기에 세단 및 에스테이트 모델로 출시된 508 PSE 생산 모델의 기반으로 사용되었다. 

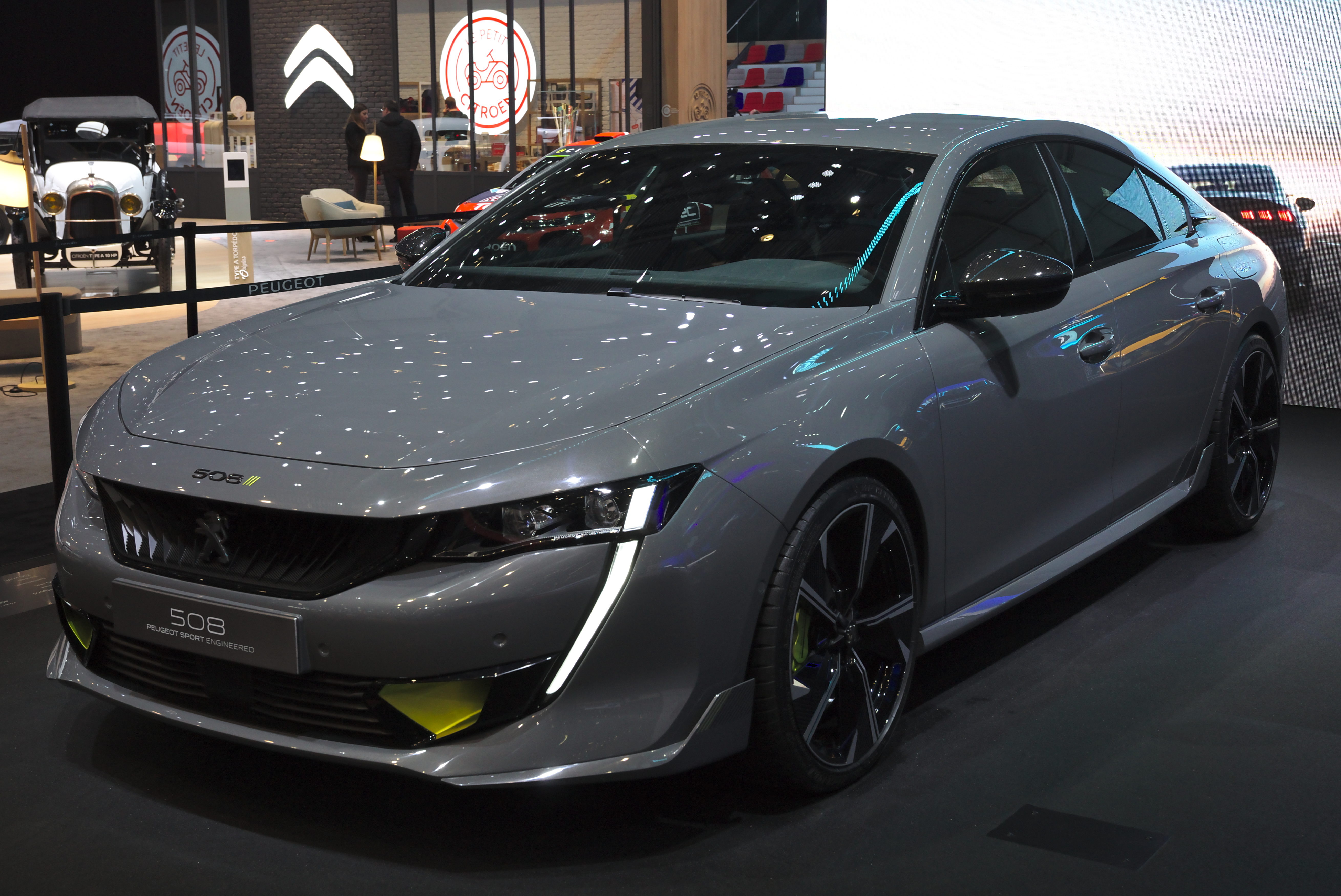
푸조 508 스포트 엔지니어드 콘셉트
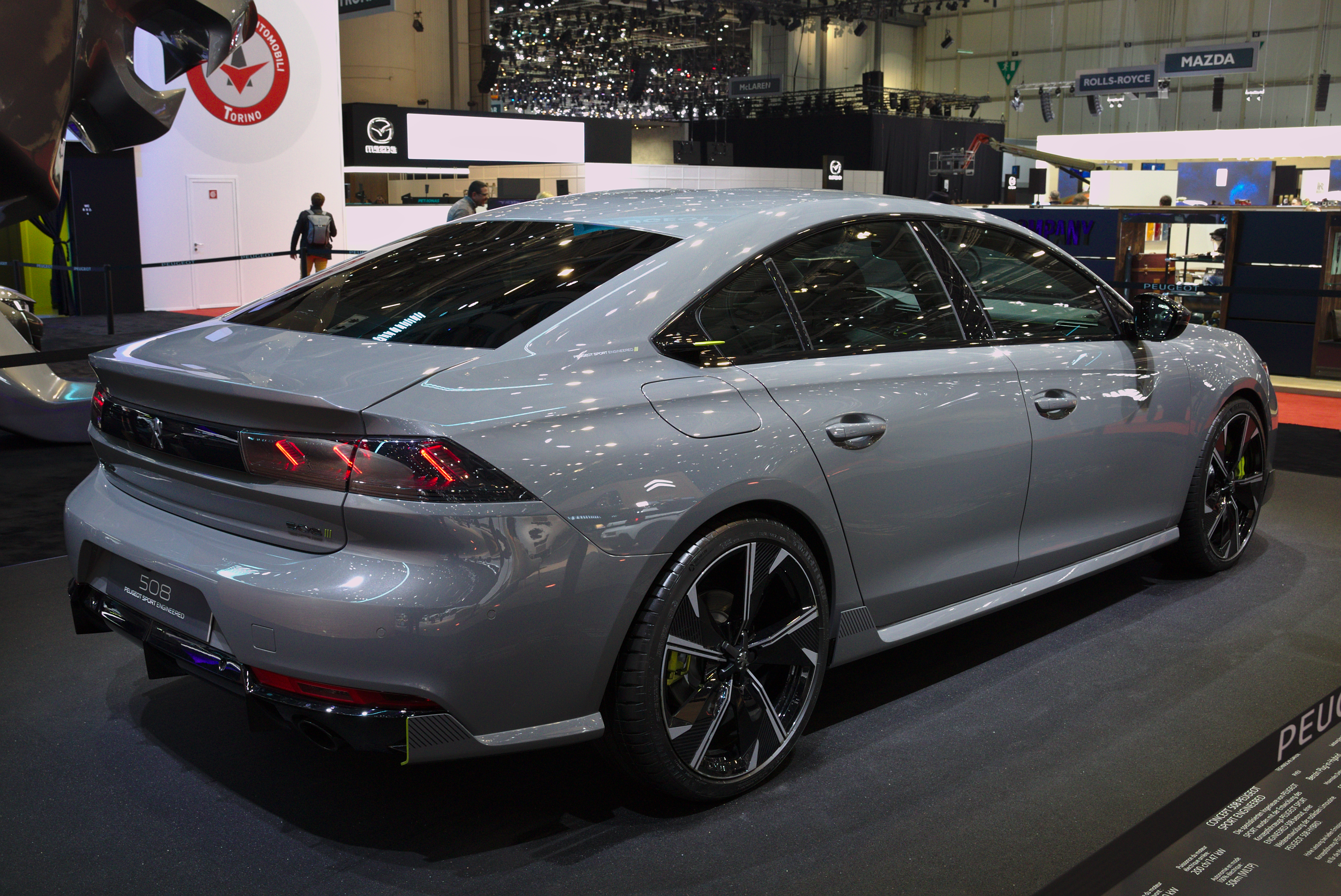
후면도

## 판매 및 생산
| 연도 | 전 세계 생산량 | 전 세계 판매량 | 비고                          |
| 2010 | 6,400          | 1,400          |                               |
| 2011 | 131,658        | 124,150        | 508 총 생산량 138,043대 달성. |
| 2012 | 116,400        | 124,150        | 508 총 생산량 121,700대 달성. |

## 경쟁 차량
- 현대자동차 - 쏘나타
- 기아 - K5
- 쉐보레 - 말리부
- 오펠, 복스홀 자동차 - 인시그니아
- 르노코리아 - SM6
- 폭스바겐 - 파사트
- 스코다 - 슈퍼브
- 토요타 자동차 - 캠리
- 혼다 기연 공업 - 어코드
- 닛산 자동차 - 알티마
- 포드 - 퓨전
- 마쓰다 - 아텐자
- 스바루 - 레거시
- 시트로엥 - C5